# 18区 (パリ)

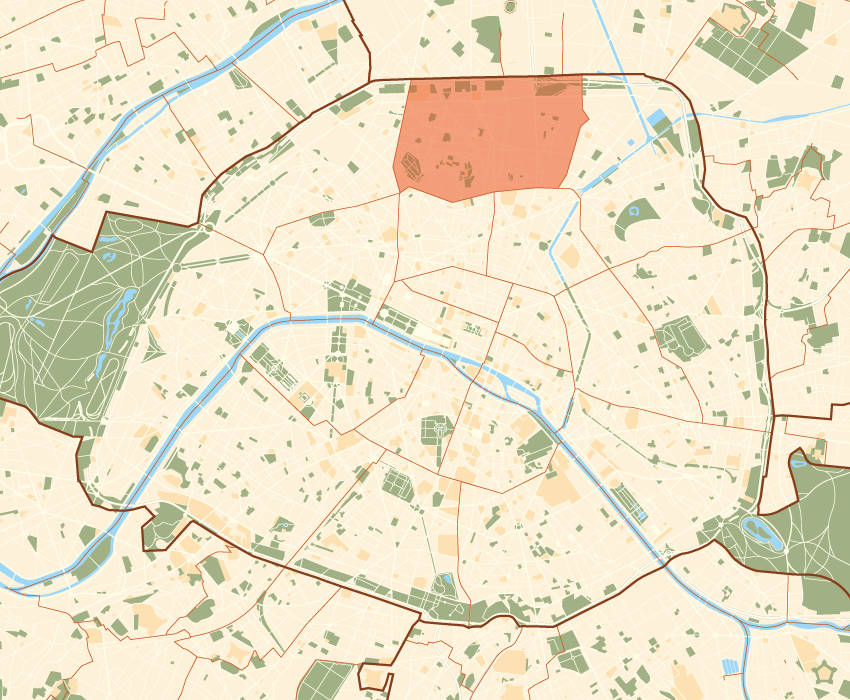
パリ・18区の位置

パリの18区  (18く、仏: 18e arrondissement de Paris) は、フランスの首都・パリ市を構成する20の行政区のひとつである。パリ18区ともいう。市の北部にあり、セーヌ川の北側に位置している。モンマルトルの丘は有名。

## 概要
パリの18区は、市の北部にある行政区。「ビュット＝モンマルトル区 (Arrondissement des Buttes-Montmartre)」と呼ばれることもある。セーヌ川の北の地域にある。北には、ペリフェリック（パリ環状道路）に沿う形で市の境界線が敷かれており、セーヌ＝サン＝ドニ県に接している。区内のモンマルトルの丘はパリで最も高い地点であり、その頂からはパリの眺望を楽しむことができる。人口は184,586人（1999年）で、20区の中では2番目に多い（人口の推移等詳細については後述）。

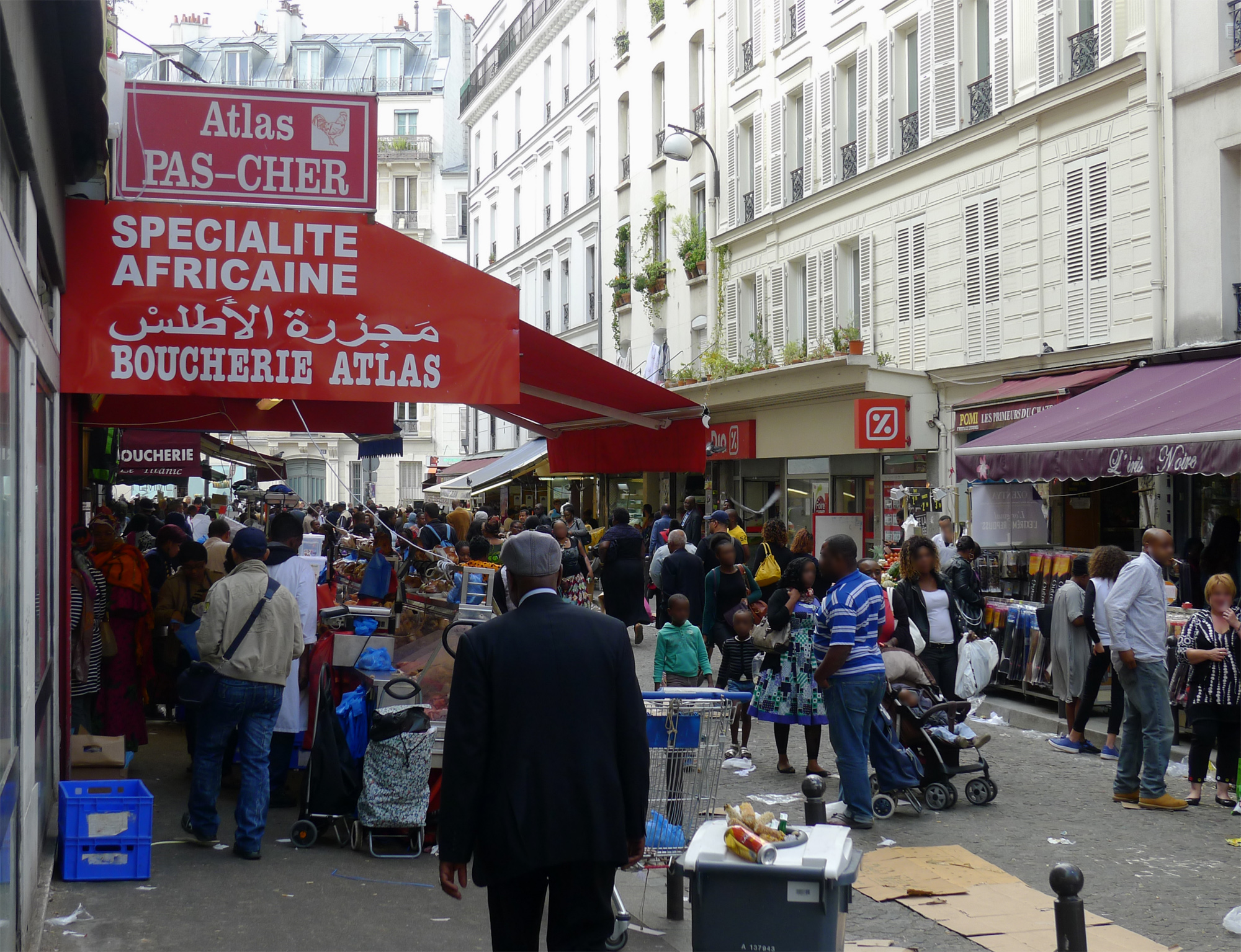
ドゥジャン通り (Rue Dejean) のマルシェ風景、2015年。

区の名称は、市の中央部から時計回りに螺旋を描くようにして各区に付けられた番号を基にしており、当区はその18番目にあたることから、「18区」と名づけられた。
区南西部の小高い丘一帯はモンマルトルと呼ばれ、モンパルナスとともに"芸術の街"として世界的に有名である。区内には、サクレ・クール寺院、エスパス・ダリ、モンマルトル墓地、ムーラン・ルージュなどがある。
18区の東側一帯は観光地であるモンマルトル一帯とは様相を異にする。パリ北部から東部一帯にかけて、元来移民の多い地域であるが、モンマルトルの東側地域、シャトー・ルージュ (Château Rouge) やバルベス大通り (Boulevard Barbès) 界隈などのいわゆる"ラ・シャペル (La Chapelle) 一帯"は、マグリブ諸国出身のアラブ系に加え、1990年代から(サハラ以南の)アフリカ系移民が多く暮らす街となっている。

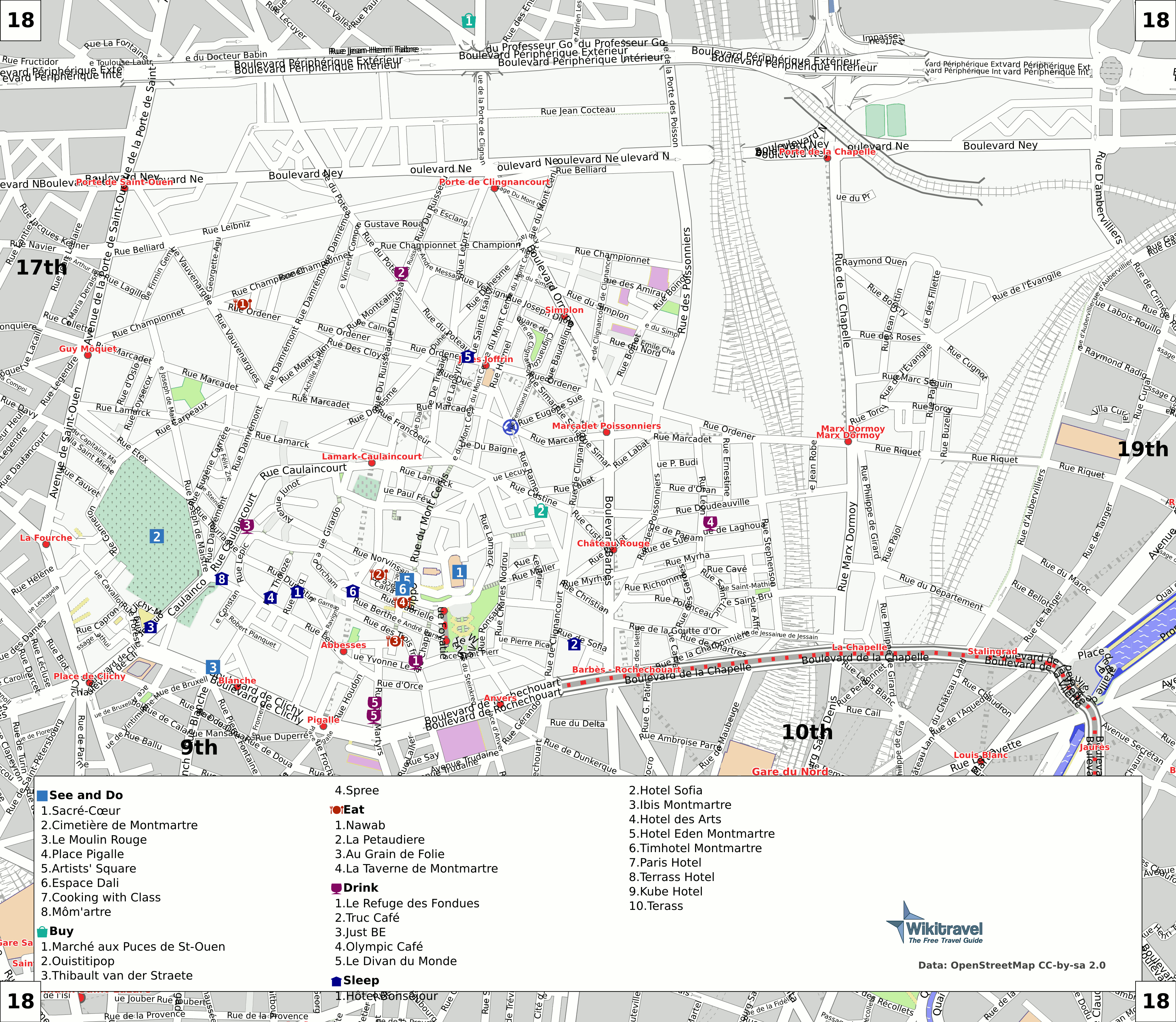
パリ・18区の観光概略図

## 地理

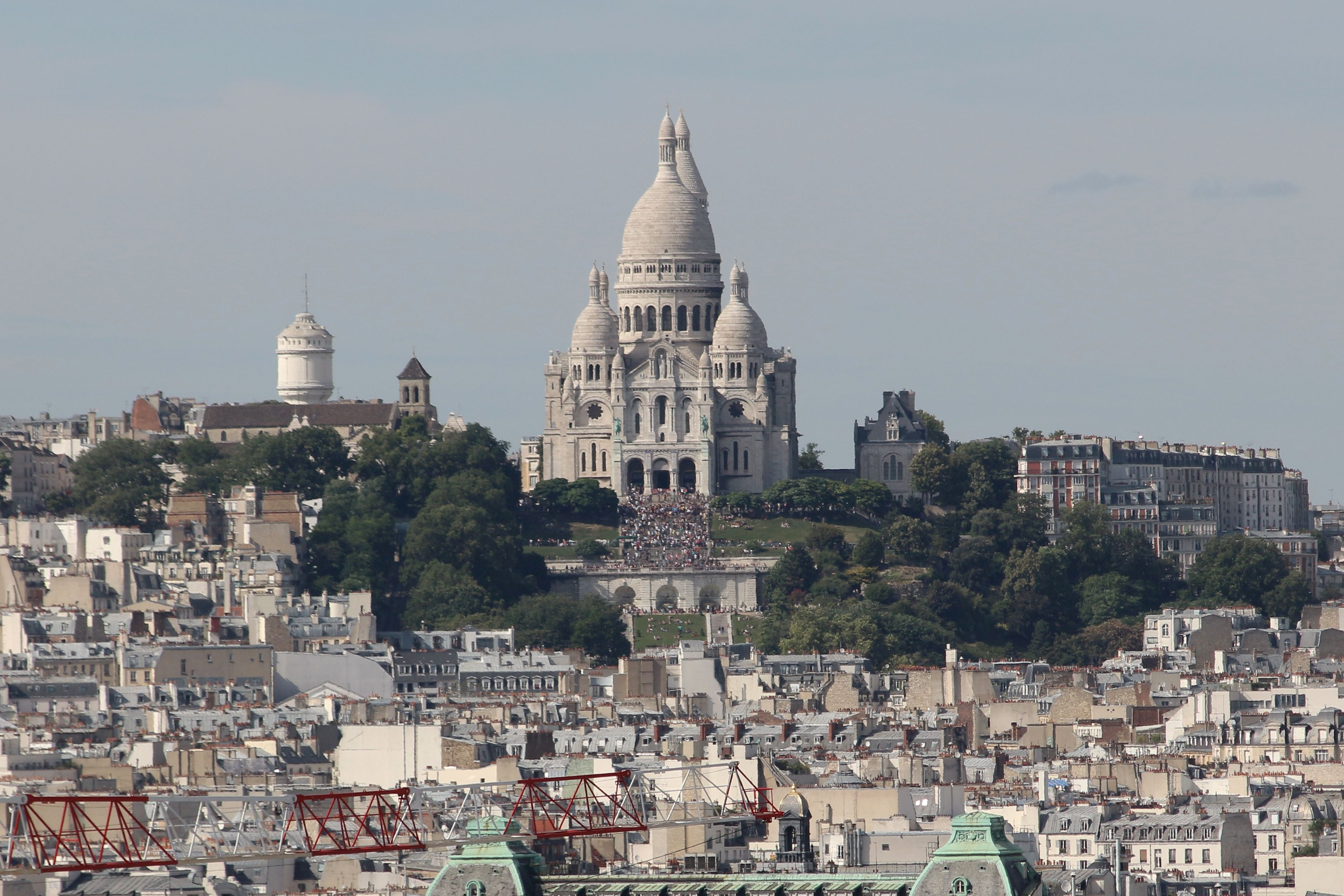
サクレ・クール寺院、パリ4区サン＝ジャック塔 (Tour Saint-Jacques) からの眺め

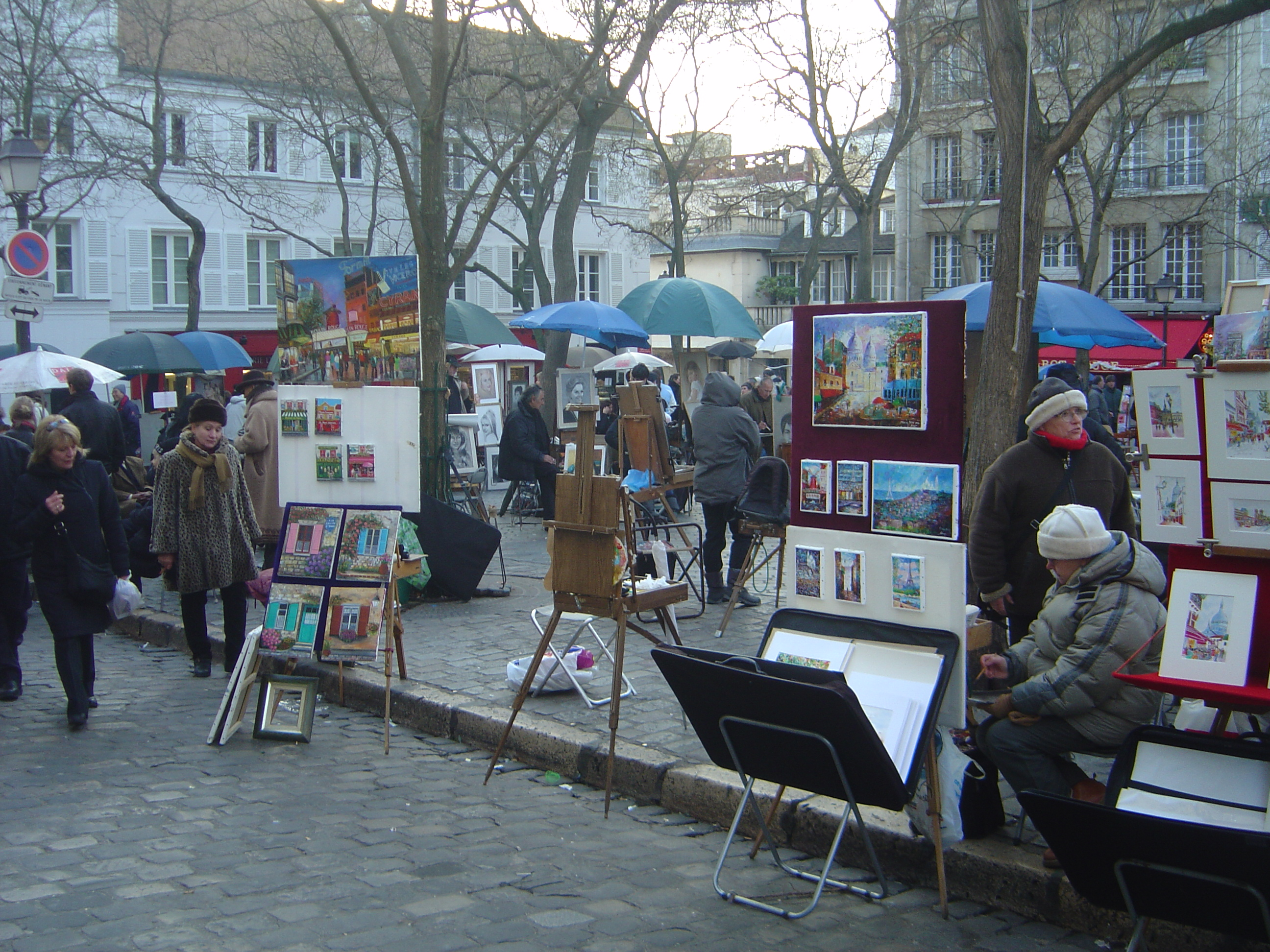
観光客相手に(有料で)似顔絵を描く画家が集うテルトル広場（モンマルトルの丘）

18区は、パリの北部に位置している。セーヌ川の北の地域にあり、パリで最も高いモンマルトルの丘からは南のパリ市街の眺望を楽しむことができる。面積は、6.01 平方キロメートル。
北は、ペリフェリック （パリ環状道路）に沿う形で市の境界線が敷かれ、セーヌ＝サン＝ドニ県の各自治体、北東はオーベルヴィリエに、北はサン＝ドニに、北西はサントゥアンに接している。南は、同じパリの行政区である9区と10区に接している。東は19区に接し、西は17区に接している。

### 隣接する自治体（行政区）
- パリの行政区のうち、以下の区。
  - 9区、10区、17区、19区。
- セーヌ＝サン＝ドニ県のうち、以下の自治体。
  - オーベルヴィリエ、サントゥアン、サン＝ドニ。

### 地区（カルチェ）

パリ・18区のカルチエ詳細図

パリの行政区は、それぞれ4つの地区（カルチェ）に区分されている。18区を構成する4地区のコードと名称は、次のとおりである。
- 69 - グランド＝カリエール地区 (Quartier Grandes-Carrières)
- 70 - クリニャンクール地区 (Quartier de Clignancourt)
- 71 - グット＝ドール地区 (Quartier de la Goutte-d'Or)
- 72 - ラ・シャペル地区 (Quartier de La Chapelle)

## 住民

### 人口
18区の人口は、1931年に288,810人となり、ピークに達した。しかし、その後は減少を続け、1999年には3分の2以下の184,586人となった。20区のうちでは15区に次いで2番目に人口が多く、1982年以降は、パリの人口の8パーセント台で推移している。2005年の推計では188,500人と見積もられており、人口の回復が見込まれている。
また、人口の減少とともに人口密度も減り続けており、1999年の人口密度は、ピーク時の3分の2以下の30,739人となっている。20区のうちでは11区、10区に次いで3番目に人口密度が高く、パリの平均人口密度の1.3倍である。人口の推移の詳細は、次のとおりである。
| 年     | 区人口  | 市人口    | 区人口／市人口 | 区人口密度 | 市人口密度 | 備考                   |
| ------ | ------- | --------- | -------------- | ---------- | ---------- | ---------------------- |
| 1872年 | 138,109 | 1,851,792 | 7.46%          | 22,999     | 21,303     |                        |
| 1931年 | 288,810 | 2,891,020 | 9.99%          | 48,095     | 33,258     | 人口がピークに達する。 |
| 1954年 | 266,825 | 2,850,189 | 9.36%          | 44,434     | 32,788     |                        |
| 1962年 | 254,974 | 2,790,091 | 9.14%          | 42,460     | 32,097     |                        |
| 1968年 | 236,776 | 2,590,771 | 9.14%          | 39,430     | 29,804     |                        |
| 1975年 | 208,970 | 2,299,830 | 9.09%          | 34,799     | 26,457     |                        |
| 1982年 | 186,866 | 2,176,243 | 8.59%          | 31,118     | 25,035     |                        |
| 1990年 | 187,657 | 2,152,423 | 8.72%          | 31,250     | 24,761     |                        |
| 1999年 | 184,586 | 2,125,246 | 8.69%          | 30,739     | 24,449     |                        |
| 2005年 | 188,500 | 2,166,200 | 8.70%          | 31,391     | 24,920     | 人口は推計。           |

- 注意
  - 人口密度は、1平方キロメートルあたりの人口。区人口密度は、18区の面積を6.005平方キロメートルとして算出した。また、市人口密度は、森林部（ヴァンセンヌの森、ブローニュの森）を除くパリ市全体の面積（86.927平方キロメートル）をもとに算出した。
  - 1962年から1999年までの区人口及び市人口は、フランス国立統計経済研究所のデータ （Île-de-France ）を参考とした。

## 政治・行政・司法

### 主な官公庁・公共機関

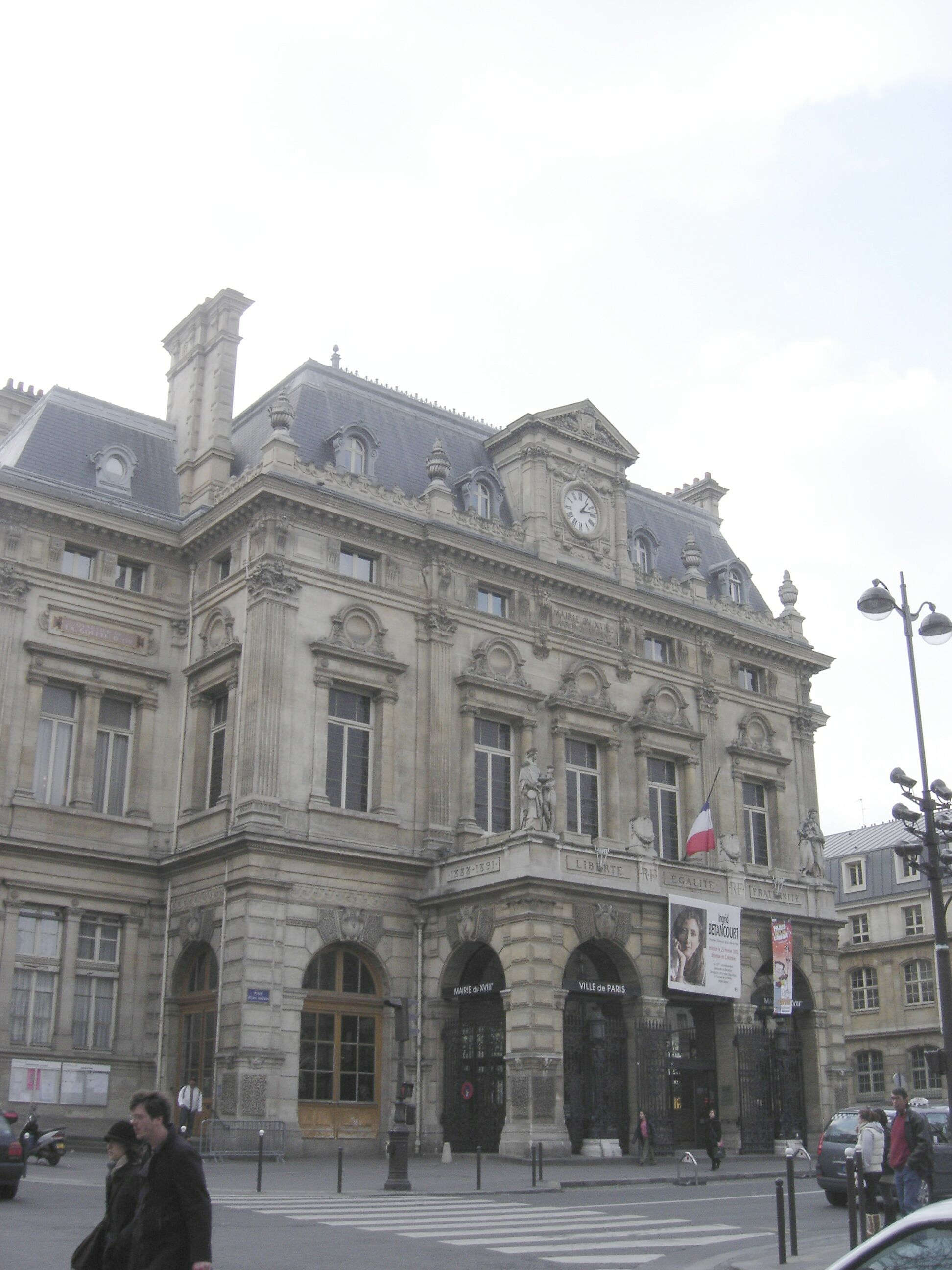
第18区役所

- 第18区役所 （Mairie du 18e arrondissement）
  - 区中央部、オルドネ通り沿いにある。

## 生活

### 墓地等
- サン・ヴァンサン墓地 (Cimetière Saint-Vincent)
- モンマルトル墓地 (Cimetière de Montmartre)

## 教育

### 大学等
- La Fémis（国立映像音響芸術学院） - フランス国立の映画学校

## 文化施設

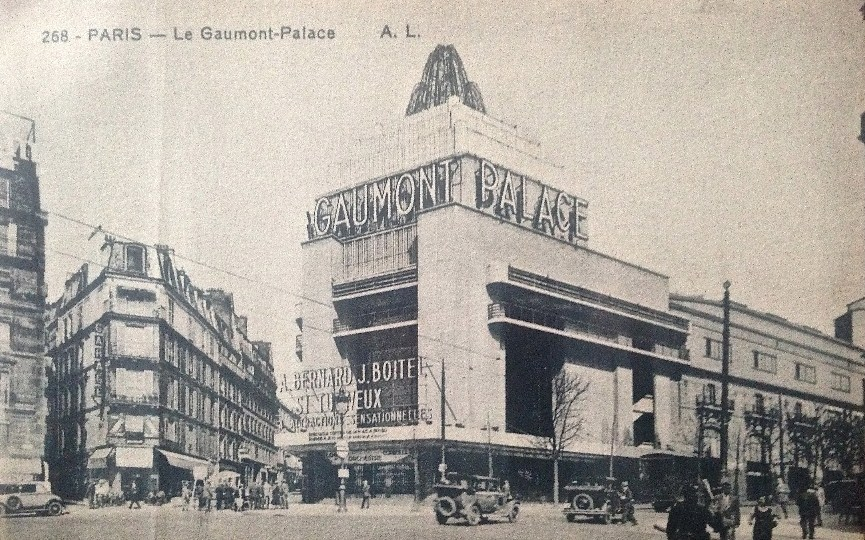
新装なった「ゴーモン＝パラス (Gaumont-Palace)」, 1931年。経営者はレオン・ゴーモンだった。欧州随一の映画館であったが、閉鎖直後の1973年に取り壊された。ムーラン・ルージュがあるブランシュ広場とクリシー広場とに挟まれた、クリシー大通り (ブールヴァール) との交差点界隈, コランクール通り (fr) 1番地にあった。隣接北側にはモンマルトル墓地。現在はホテル・メルキュール・パリ・モンマルトル (Hotel Mercure Paris Montmartre Sacre Coeur)。

### 美術館・博物館
- エスパス・ダリ (Espace Dalí)
  - テルトル広場西側至近プルボ通り (Rue Poulbot) 11番地にあるシュールレアリスムの代表格サルバドール・ダリの美術館。
- エロチズム博物館 (Musée de l'Érotisme): 2016年11月に閉館。
- マックス・フルニー素朴派美術館 （Musée d'Art naïf - Max Fourny）
- モンマルトル美術館 (Musée de Montmartre)

### 映画館・劇場
- アトリエ座（Théâtre de l'Atelier）
- アベス劇場（Théâtre des Abbesses）
- ドゥザーヌ劇場（Théâtre des Deux Ânes）
- ル・ディヴァン・デュ・モンド（Le Divan du Monde）
  - ピガール広場界隈マルティル通り (殉教者通り, Rue des Martyrs) 75番地にある、カフェ・コンセールないしキャバレーを改装したコンサートスペースないし劇場。1873年、カフェ・コンセールになり、ジャポニスムの影響から「ディヴァン・ジャポネ (Divan Japonais)」と改称し、その後、パントマイム劇場、1901年からはポルノ映画館･･などと変遷し、1994年から現在の形態及び名称になった[5]。
- ラ・シガール（La Cigale）
  - 1887年、カフェ・コンセールとして出発した多目的ホールないし劇場。ピガール広場東側界隈、ロシュシュアール大通り沿いにある。

## 宗教施設

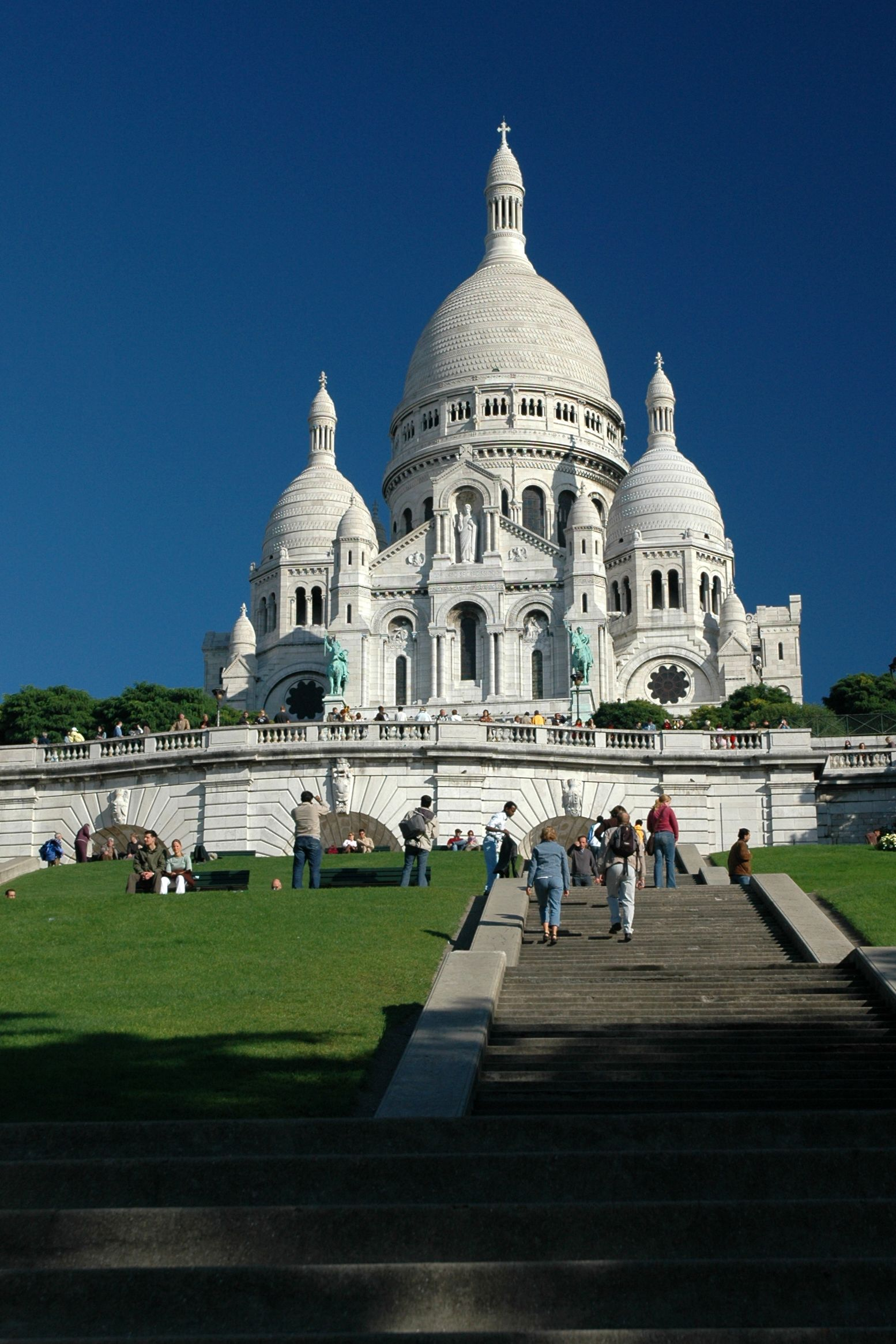
サクレ・クール寺院

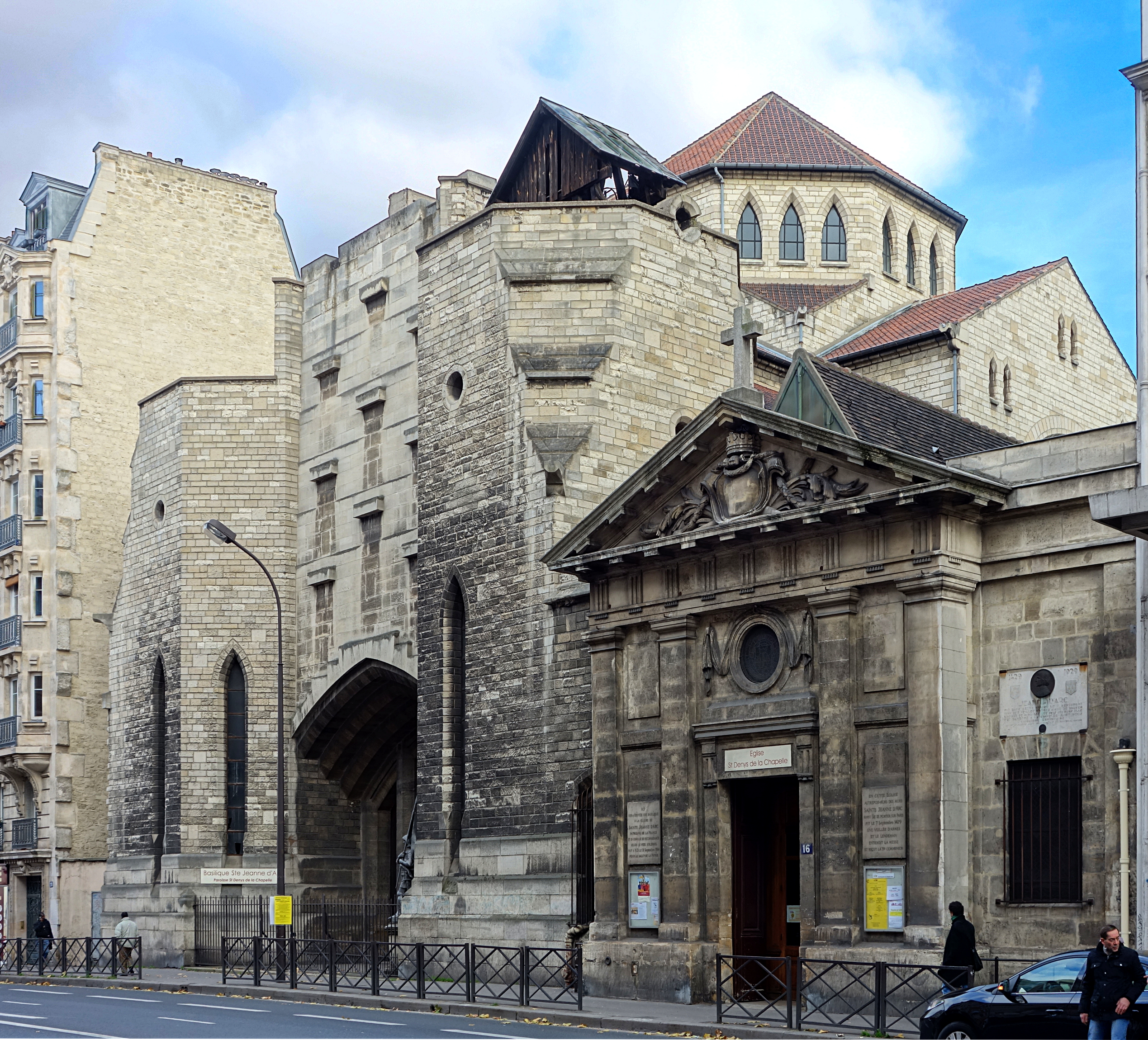
区内東側界隈ラ・シャペル通り (fr) 16-18番地にあるサン＝ドニ・ド・ラ・シャペル教会とサント＝ジャンヌ＝ダルク聖堂

### 教会・寺院
- サクレ・クール寺院 (Basilique du Sacré-Cœur)
- サン＝ジャン＝ド＝モンマルトル教会 （Église Saint-Jean-de-Montmartre）
- サン＝ピエール・ド・モンマルトル教会 （Église Saint-Pierre de Montmartre）
- サン＝ドニ・ド・ラ・シャペル教会 （Église Saint-Denys de la Chapelle）
  - 1204年建造。451年にカタラウヌムの戦いによりフン族によるガリア侵攻が撃退されて時を待たない475年、聖ジュヌヴィエーヴが初期教会堂の礎を築いたことからラ・シャペル・サント＝ジュヌヴィエーヴ (聖ジュヌヴィエーヴ礼拝堂, la chapelle Sainte-Geneviève) とも呼ばれた。その後、ヴィラージュないしアモーのラ・シャペル (fr) 界隈のランディの市は、とりわけパリ大学の需要があった羊皮紙 (parchemin) の売買特権を、フランス革命期まで大いに享受した。1429年には、ジャンヌ・ダルクがこの教会堂で祈りを捧げ、パリ包囲戦 (1429年)に出陣した。
- サント＝ジャンヌ＝ダルク聖堂 (Basilique Sainte-Jeanne-d'Arc)
  - 第一次世界大戦西部戦線での激闘最中の1914年、ドイツ軍のパリ進撃が目前に迫っていた。そのため、上記サン＝ドニ・ド・ラ・シャペルのアベ (l'abbé) により、救国の女神（ないしマリアンヌ）としてのジャンヌ・ダルクをモチーフに建設が提唱された。ちょうどその矢先、マルヌの戦いでドイツ軍の進撃が食い止められた。建設自体は1930-1964年にかけて、サン＝ドニ・ド・ラ・シャペルに隣接ないし共有して行われた。パリでより上位にある教会堂という意味合いでバジリクを名乗る。
- サン＝ベルナール・ド・ラ・シャペル教会 （Église Saint-Bernard de la Chapelle）
- サント＝エレーヌ教会 （Église Sainte-Hélène）
- サント＝ジュヌヴィエーヴ・デ・グランド・カリエール教会 （Église Sainte-Geneviève des Grandes Carrières）
- ノートル＝ダム・デュ・ボン・コンセィユ教会 （Église Notre-Dame du Bon Conseil）
- ノートル＝ダム・ド・クリニャンクール教会 （Église Notre-Dame de Clignancourt）

## 観光・憩い

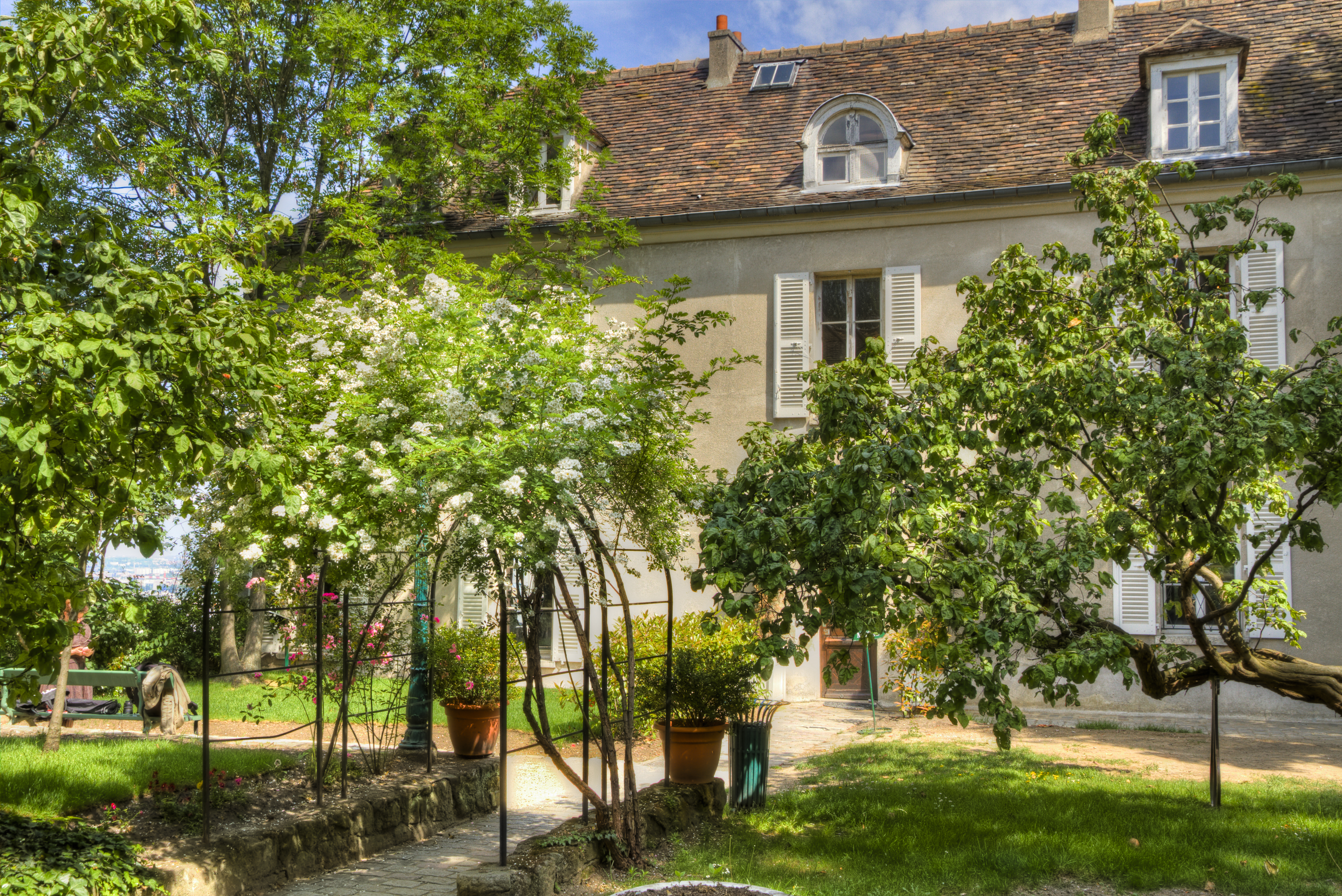
モンマルトル美術館
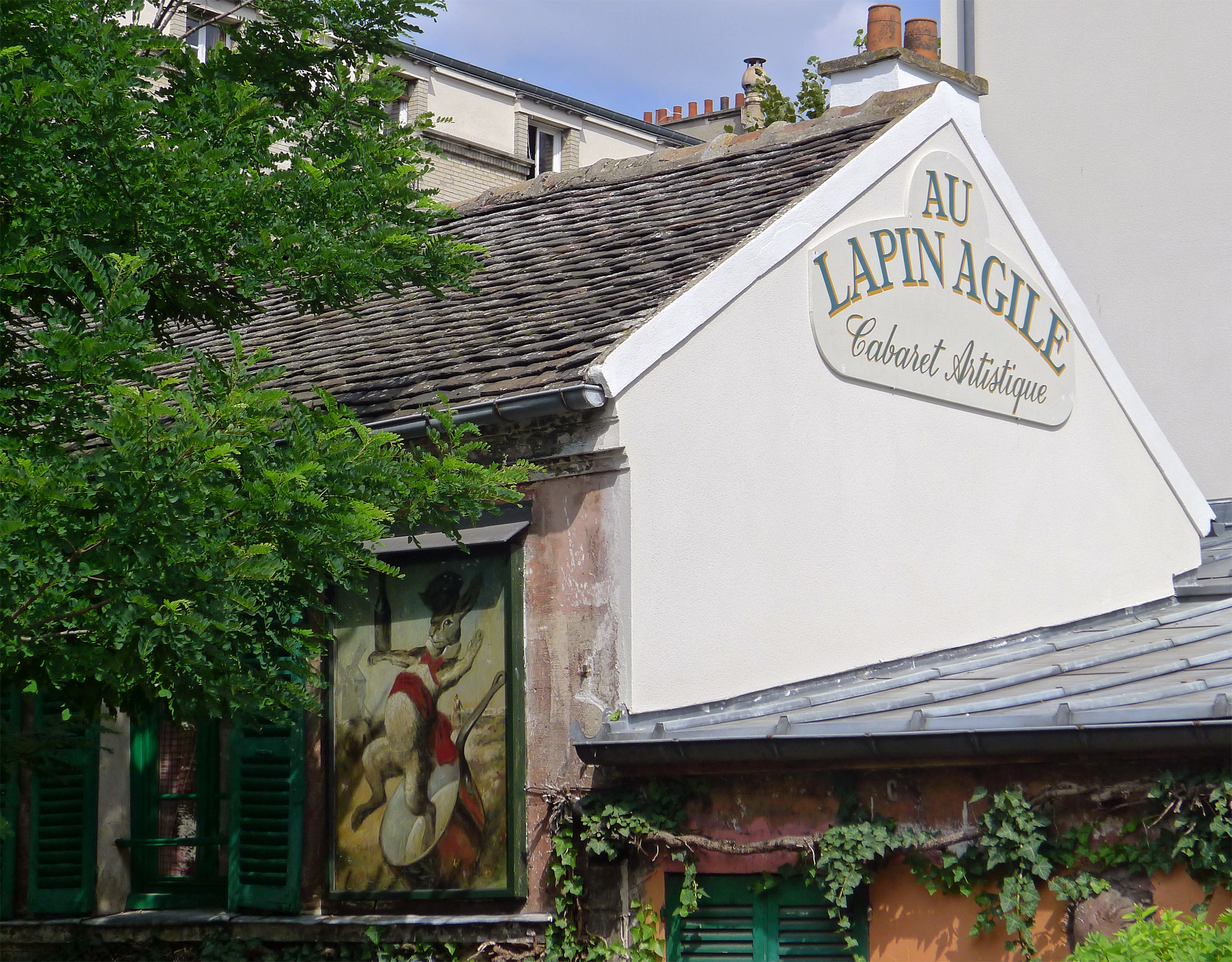
オ・ラパン・アジル（シャンソニエ）
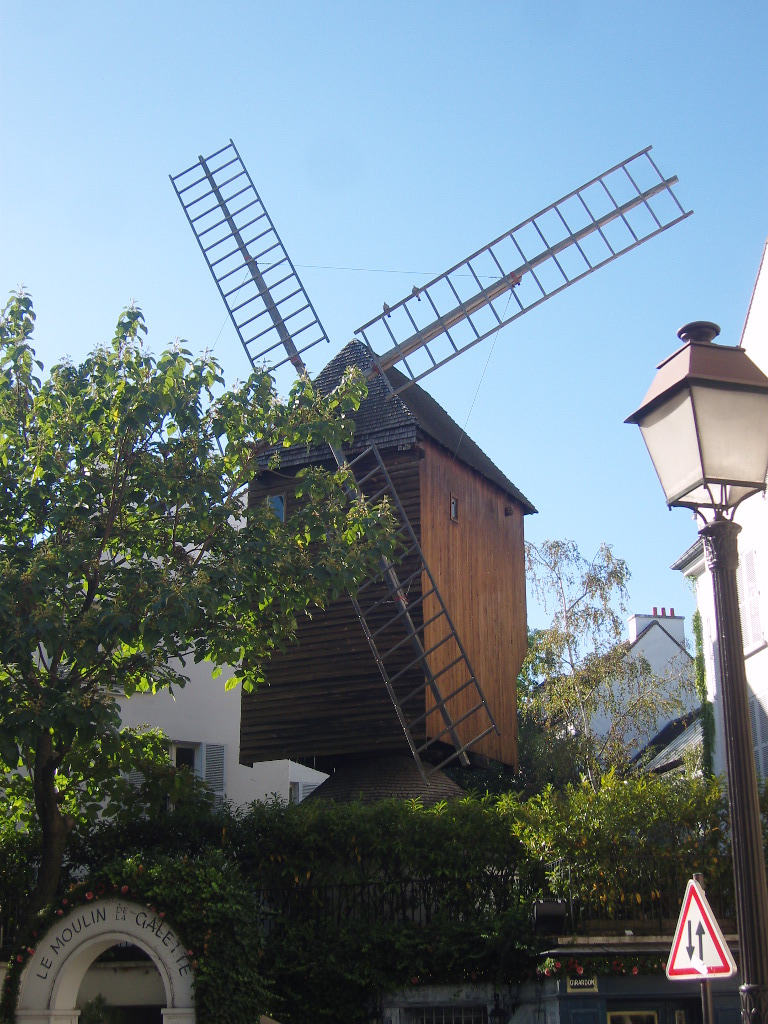
ムーラン・ド・ラ・ギャレット
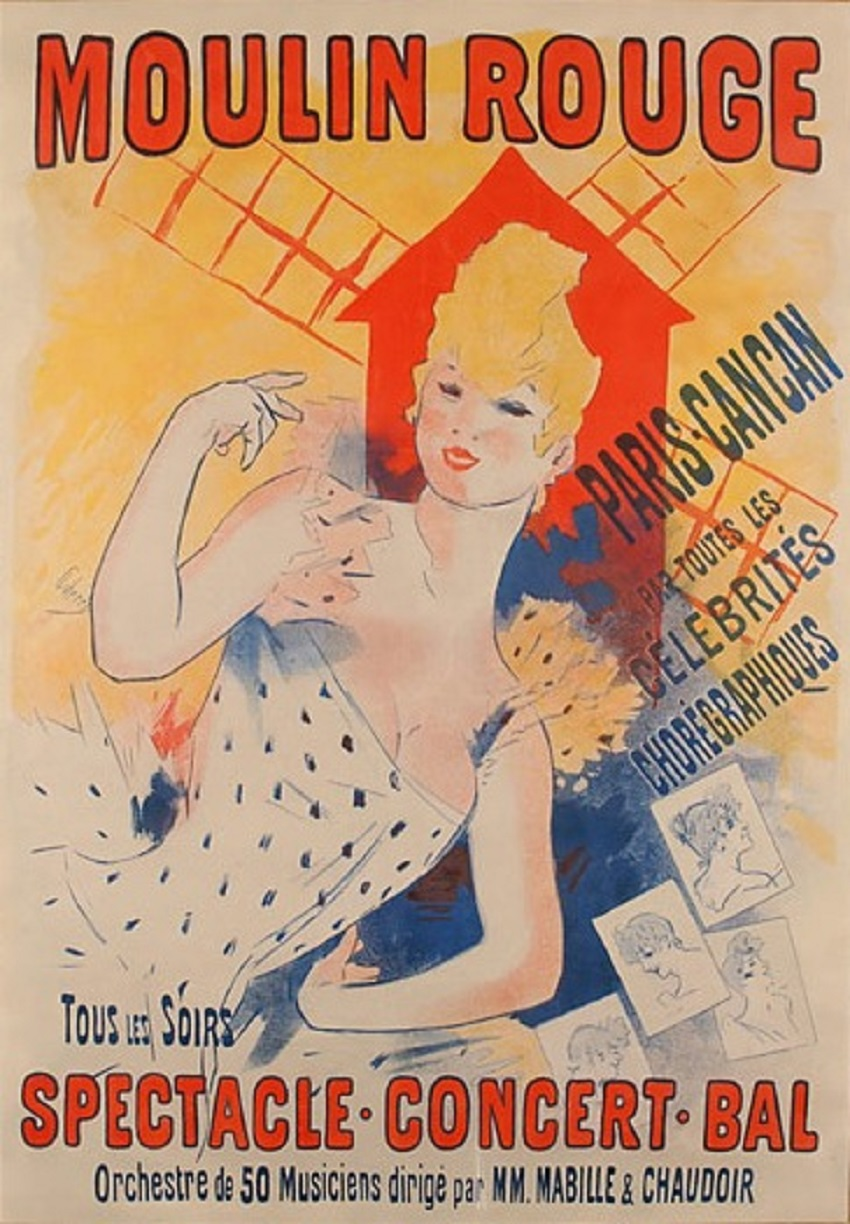
「パリ・カンカン」ムーラン・ルージュ, 1890年 (Moulin Rouge / Paris Cancan 1890)
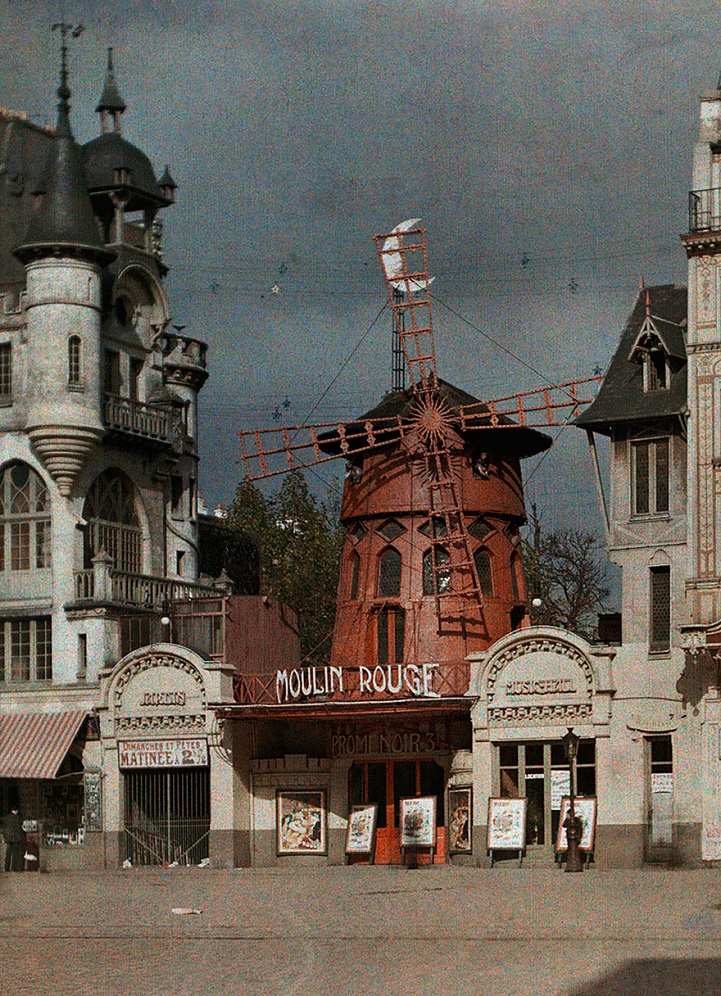
ムーラン・ルージュ, 1914年
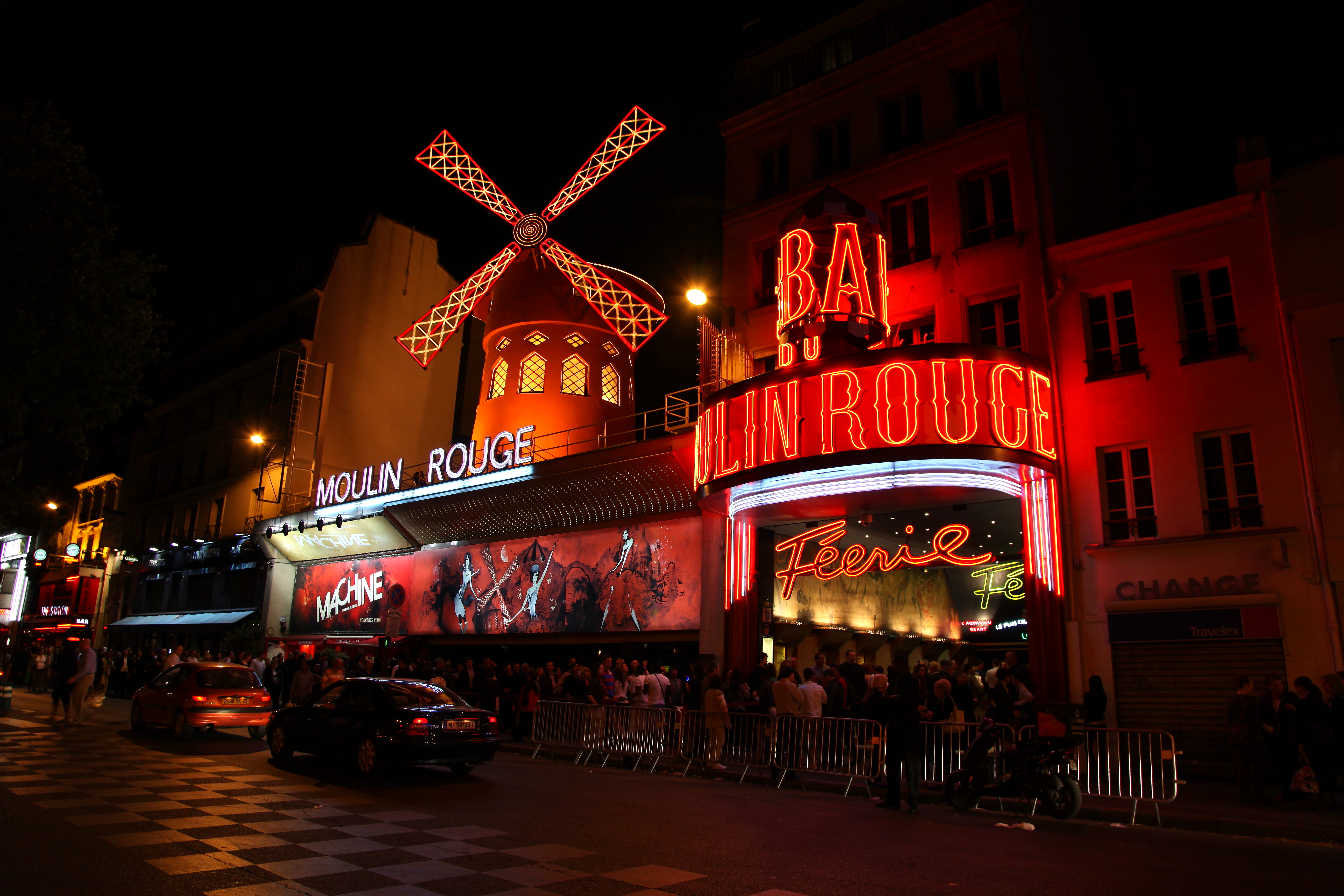
ムーラン・ルージュ, 2011年

### 建築
- ムーラン・ド・ラ・ギャレット（Moulin de la Galette）
  - モンマルトルにある風車。かつてはダンスホールに、現在はフレンチレストランになっている。ルノワールやゴッホらの絵の題材となった[6]。
- ムーラン・ラデ（Moulin Radet）
  - ムーラン・ド・ラ・ギャレットとともに、モンマルトルに現存する2つの風車のうちのひとつ。

### 公園・緑地等
- テルトル広場（Place du Tertre）
- レオン公園（Square Léon）
- レオン＝セルポレ公園（Square Léon-Serpollet）

### 名所・娯楽
- ムーラン・ルージュ（Moulin Rouge）
- オ・ラパン・アジル (Au Lapin Agile)

### 旧跡・記念碑等
- 洗濯船跡 (バトー＝ラヴォワール、Bateau-Lavoir)
  - アメデオ・モディリアーニ、パブロ・ピカソらの画家達が暮らした安アパート兼アトリエ。アンリ・マティス、ギヨーム・アポリネール、ジョルジュ・ブラックなども出入りしていた。特にピカソが『アビニヨンの娘たち』(1907) を描いた場所、キュビスムが誕生した場所として知られるが、1970年の火事で焼失し、1978年にコンクリートで復元された。現在は小さなショーウィンドーに資料を展示している[6][7]。

## 交通

### 鉄道
- 地下鉄・メトロ （パリ交通公団（RATP）） （Métro）
  - ■2号線 （Ligne 2 du Métro）
    - プラス・ド・クリシー駅 – ブランシュ駅 – ピガール駅 – アンヴェール駅 – バルベス＝ロシュシュアール駅 - ラ・シャペル駅

  - ■4号線 （Ligne 4 du Métro）
    - ポルト・ド・クリニャンクール駅 – サンプロン駅 – マルカデ＝ポワソニエ駅 – シャトー・ルージュ駅 – バルベス＝ロシュシュアール駅

  - ■12号線 （Ligne 12 du Métro）
    - ポルト・ド・ラ・シャペル駅 – マルクス・ドルモワ駅 – マルカデ＝ポワソニエ駅 – ジュール・ジョフラン駅 – ラマルク＝コランクール駅 – アベス駅 – ピガール駅

  - ■13号線 （Ligne 13 du Métro）
    - 北西方向からの分岐線と北東方向からの分岐線がラ・フルシュ駅で合流し、南に向かって伸びている。
    - 北東方向からの分岐線 : ポルト・ド・サントゥアン駅 – ギー・モケ駅 - ラ・フルシュ駅
    - 北西及び北東方向からの分岐線の合流以降 : ラ・フルシュ駅 – プラス・ド・クリシー駅

### 高速道路・有料道路
- ペリフェリック （パリ環状道路） （Boulevard Périphérique）
  - ポルト・ド・サントゥアン - ポルト・ド・クリニャンクール - ポルト・ド・ラ・シャペル - ポルト・ドーベルヴィリエ

### 道路

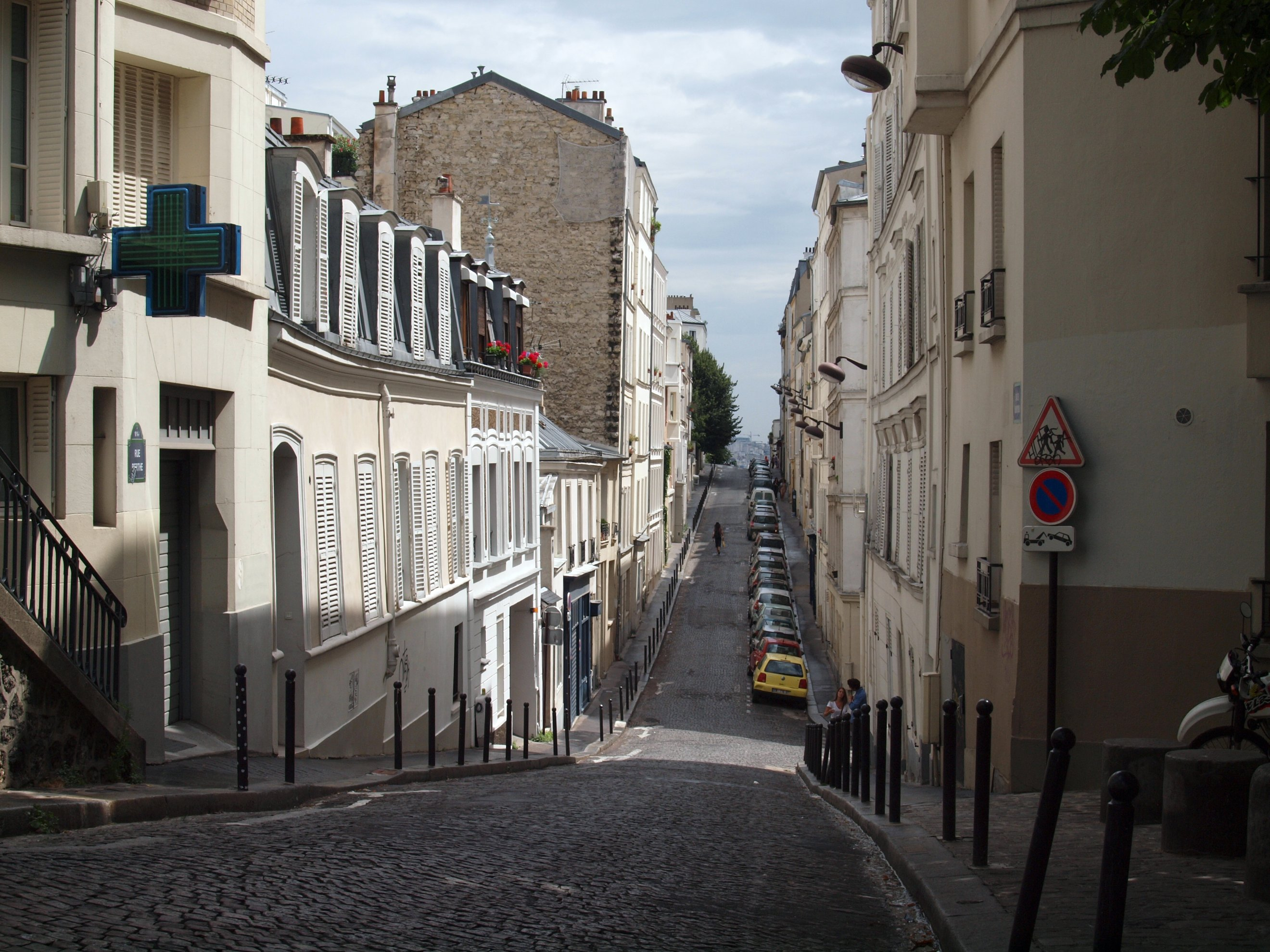
ベルト通り (Rue Berthe)
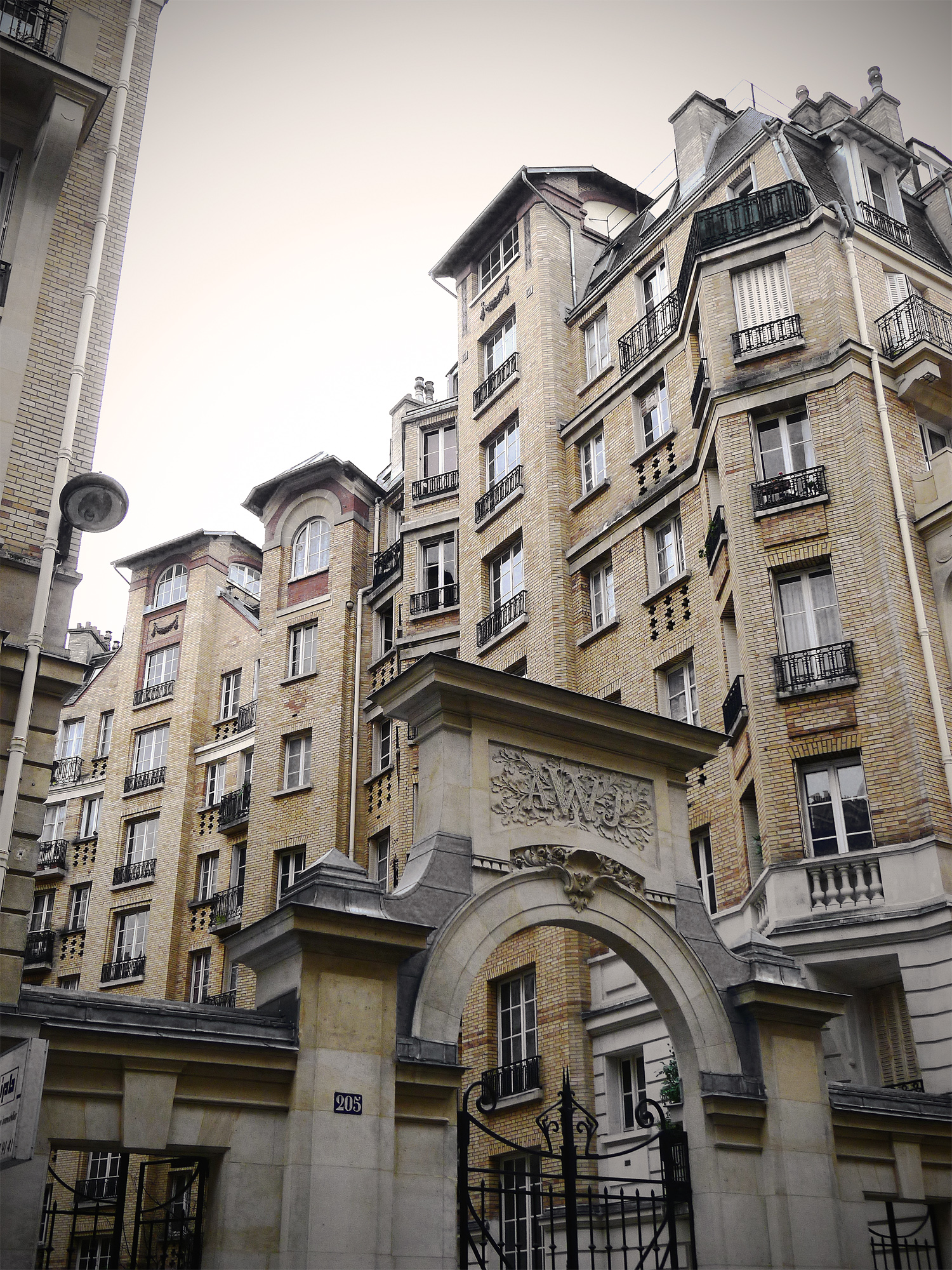
サクレ・クール寺院北側を東西に走るマルカデ通り (Rue Marcadet) 205番地のイムーブル (居住建物)
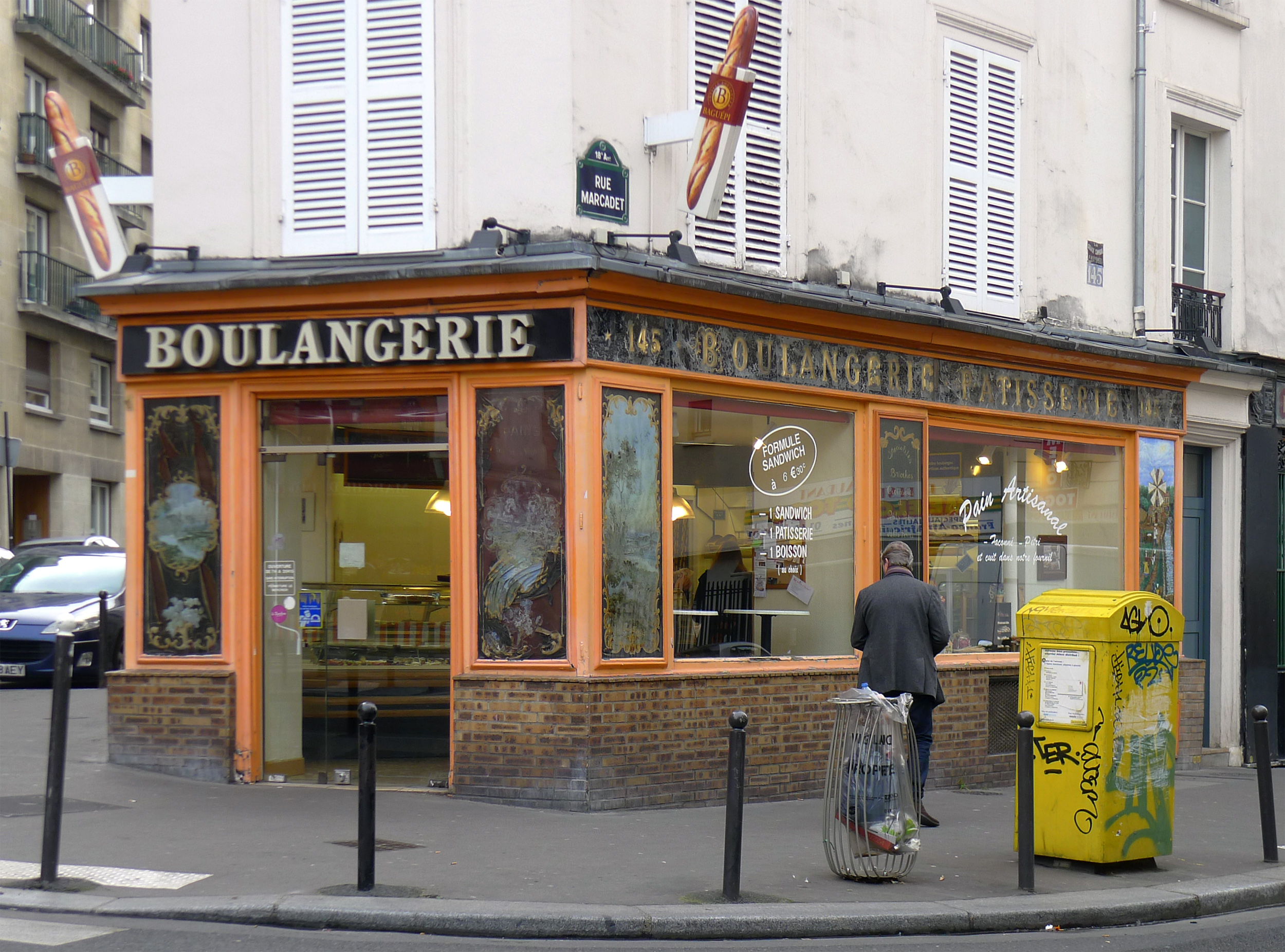
デュエム通りとの角、マルカデ通り145番地にあるアール・デコ調のブーランジュリー (Boulangerie à l'angle des rues Marcadet et Duhesme (n°145 rue Marcadet) - Paris XVIII)
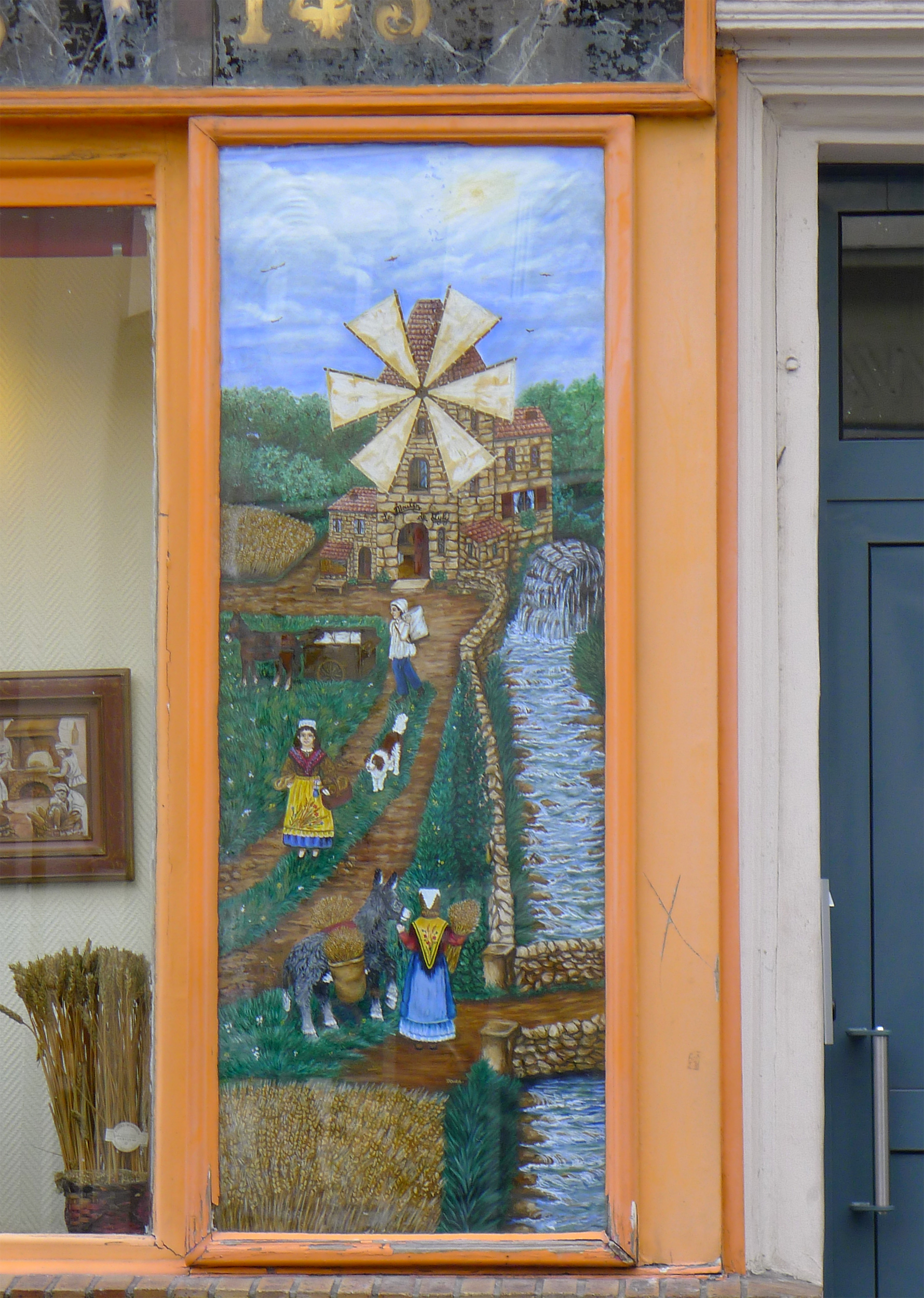
同ブーランジュリー。素朴派調の装飾 (Détail : panneau de style naïf.)
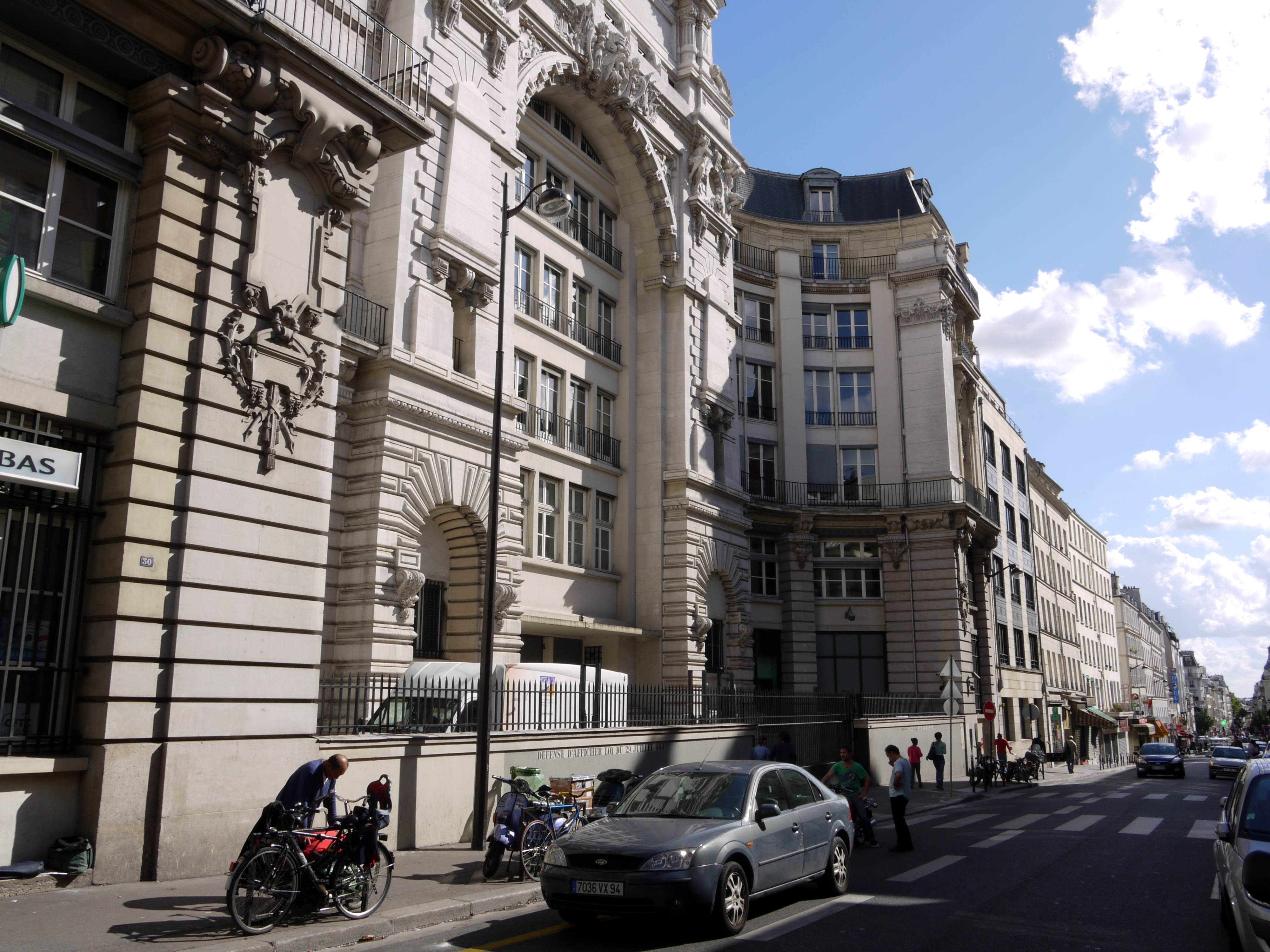
サクレ・クール寺院東側を南北に走るクリニャンクール通り (Rue de Clignancourt)
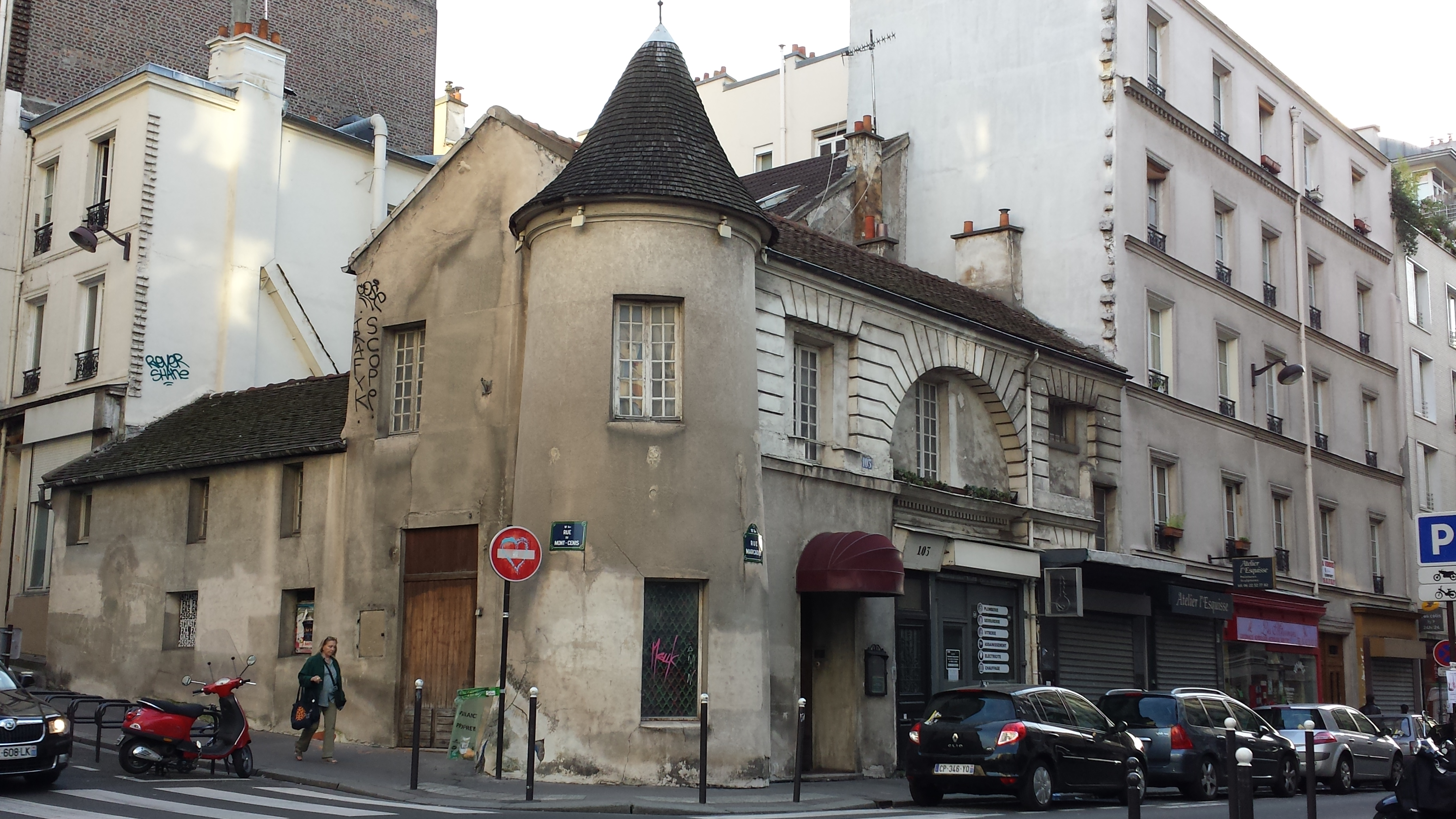
18世紀後半の旧クリニャンクール製陶所 (Manufacture de porcelaine de Clignancourt) の建物残存部分。歴史的記念物に指定されている。隣接サン＝トゥアンのアンティークショップが集まる「クリニャンクールの蚤の市」が世界的に有名。マルカデ通り沿いにある。
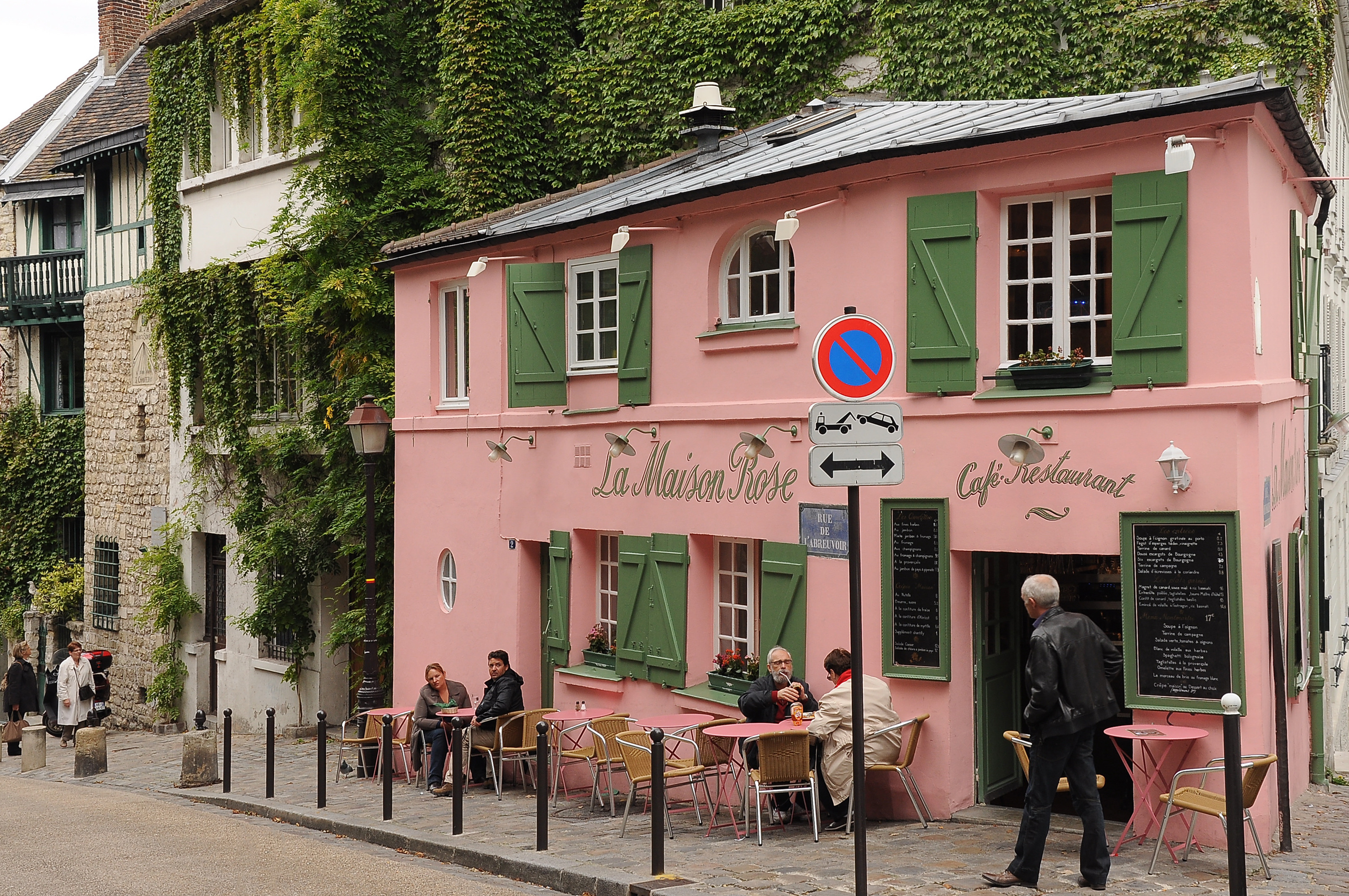
ラ・メゾン・ローズ。ユトリロの題材になった (La Maison Rose à l'angle des rues des Saules et rue de l'Abreuvoir à Montmartre.)
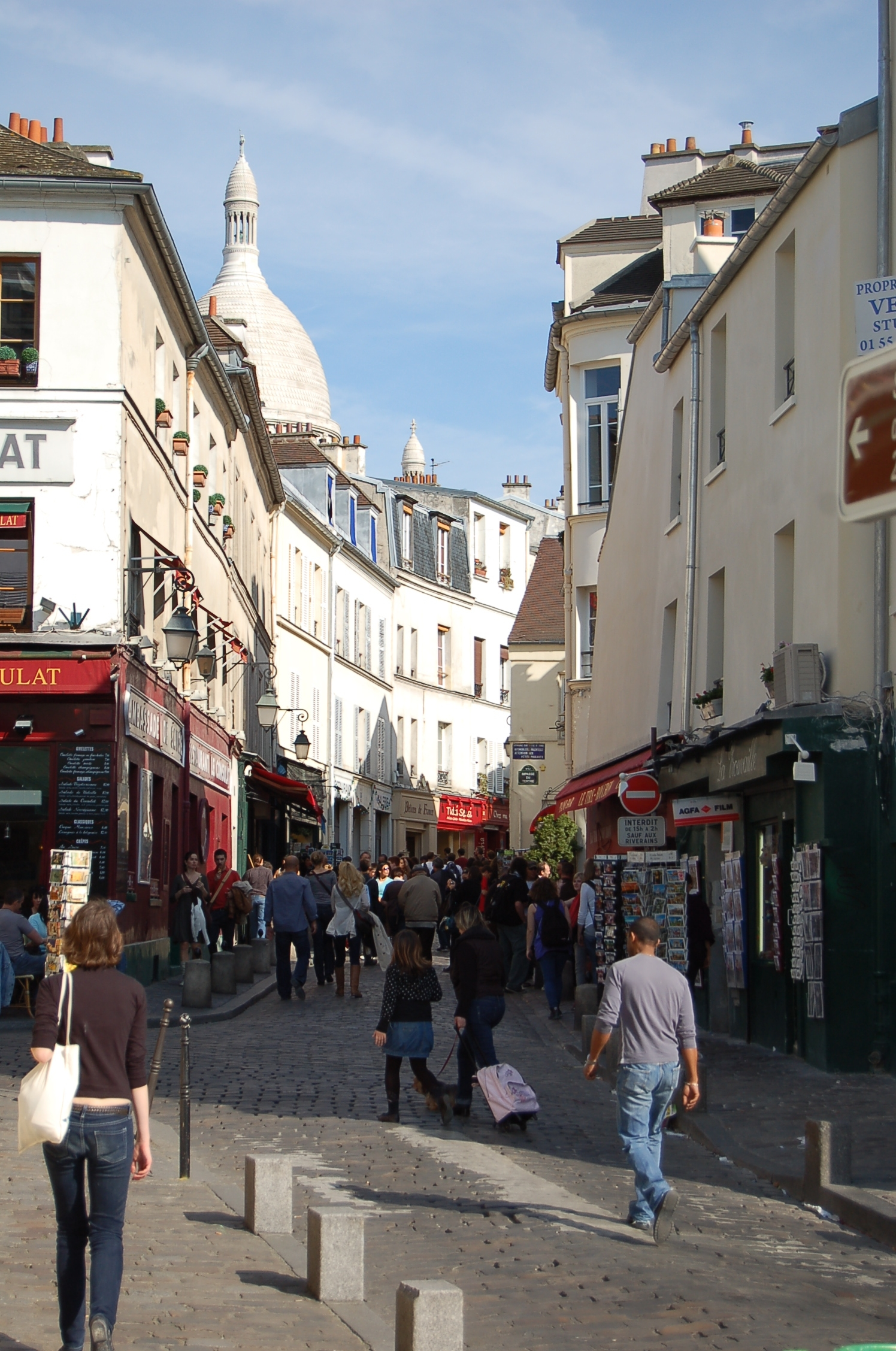
Rue Norvins à Montmartre.
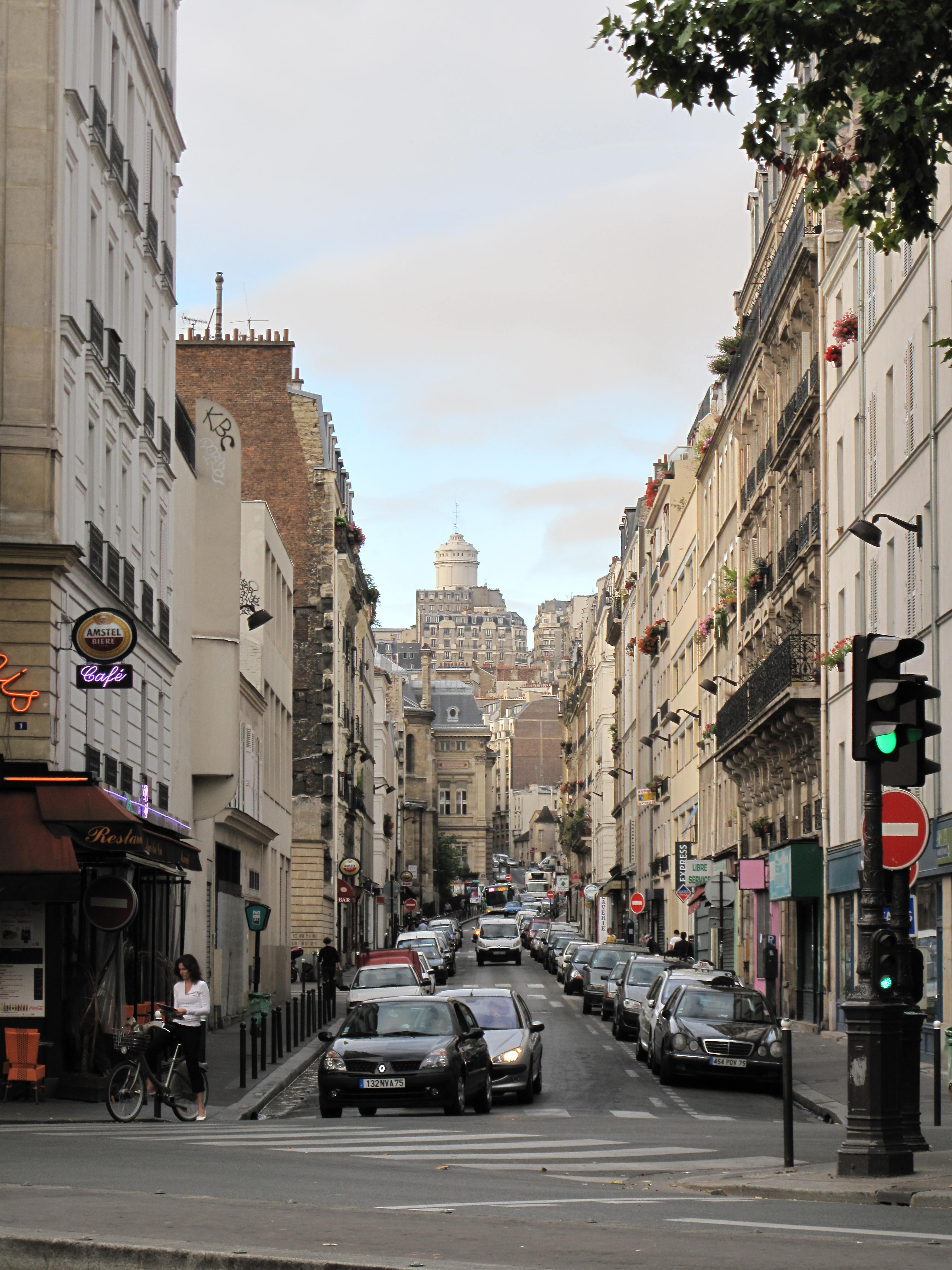
かつてサン＝ドニ通りと呼ばれたモン＝スニ通り (Rue du Mont-Cenis)
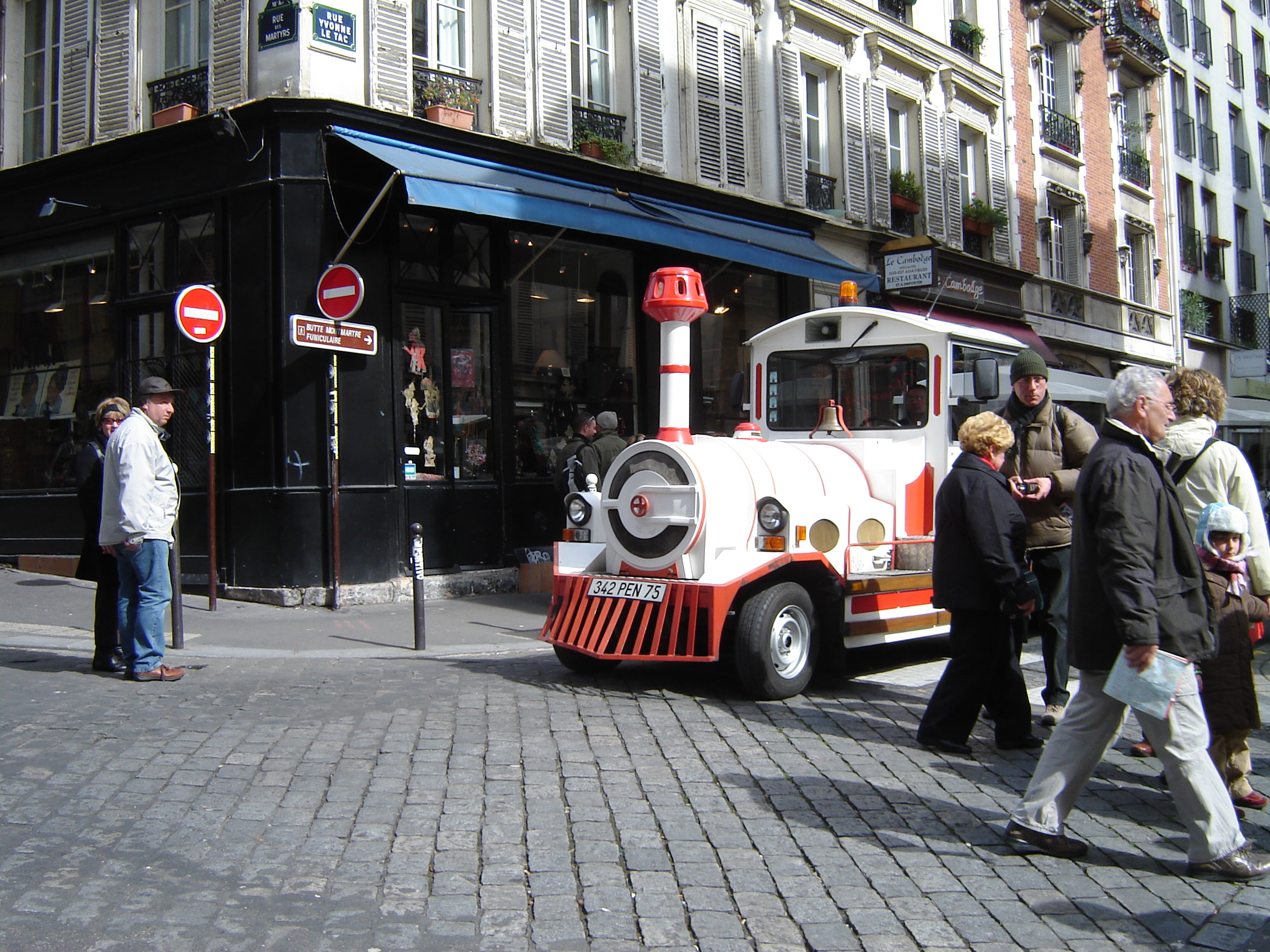
マルティル通り (Rue des Martyrs) に入る観光トレインバス
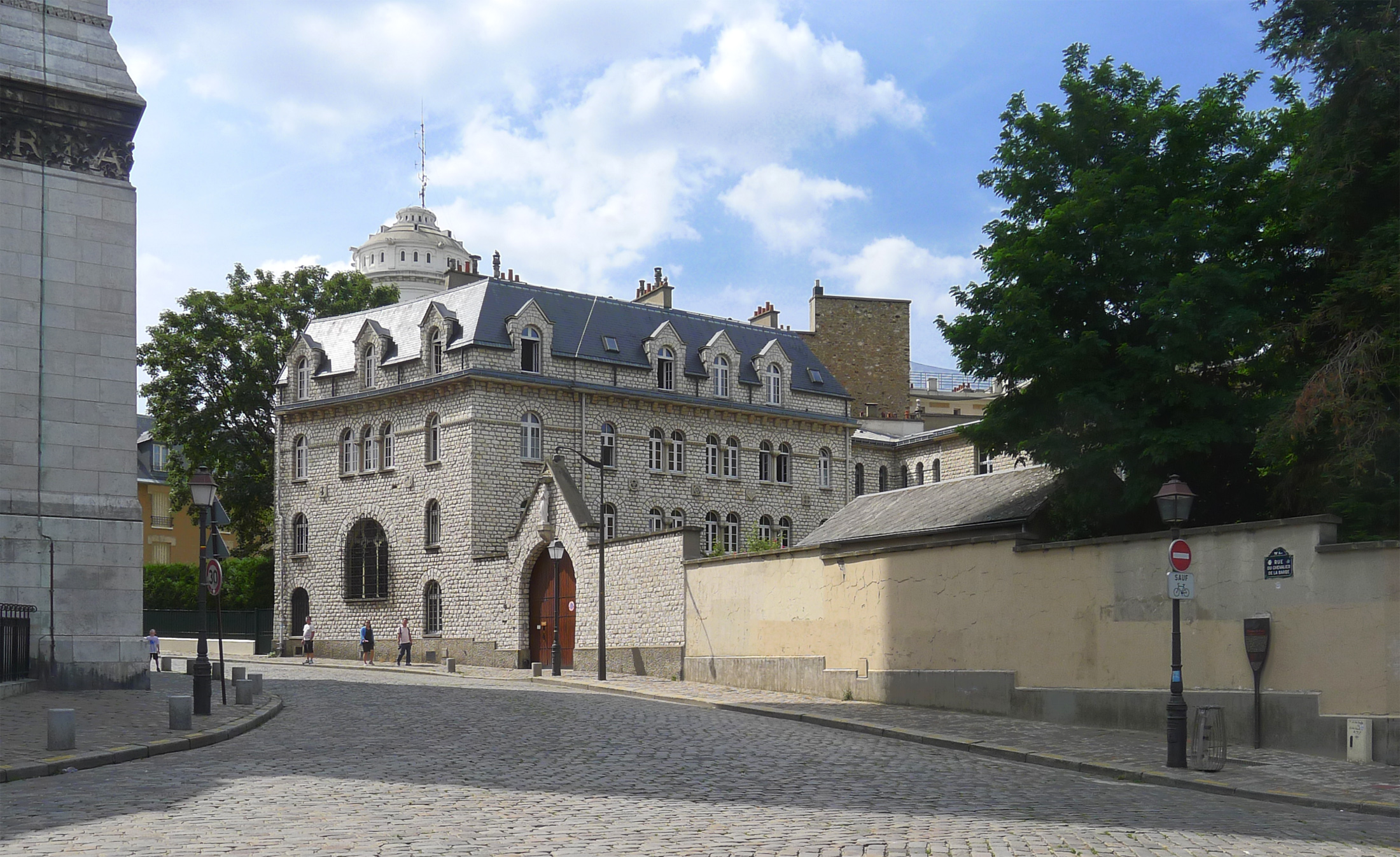
サクレ・クール寺院の足元にあるモンマルトルのカルメル会女子修道院 (Le carmel de Montmartre, situė rue du Chevalier-de-la-Barre, au pied du Sacré-Cœur.)
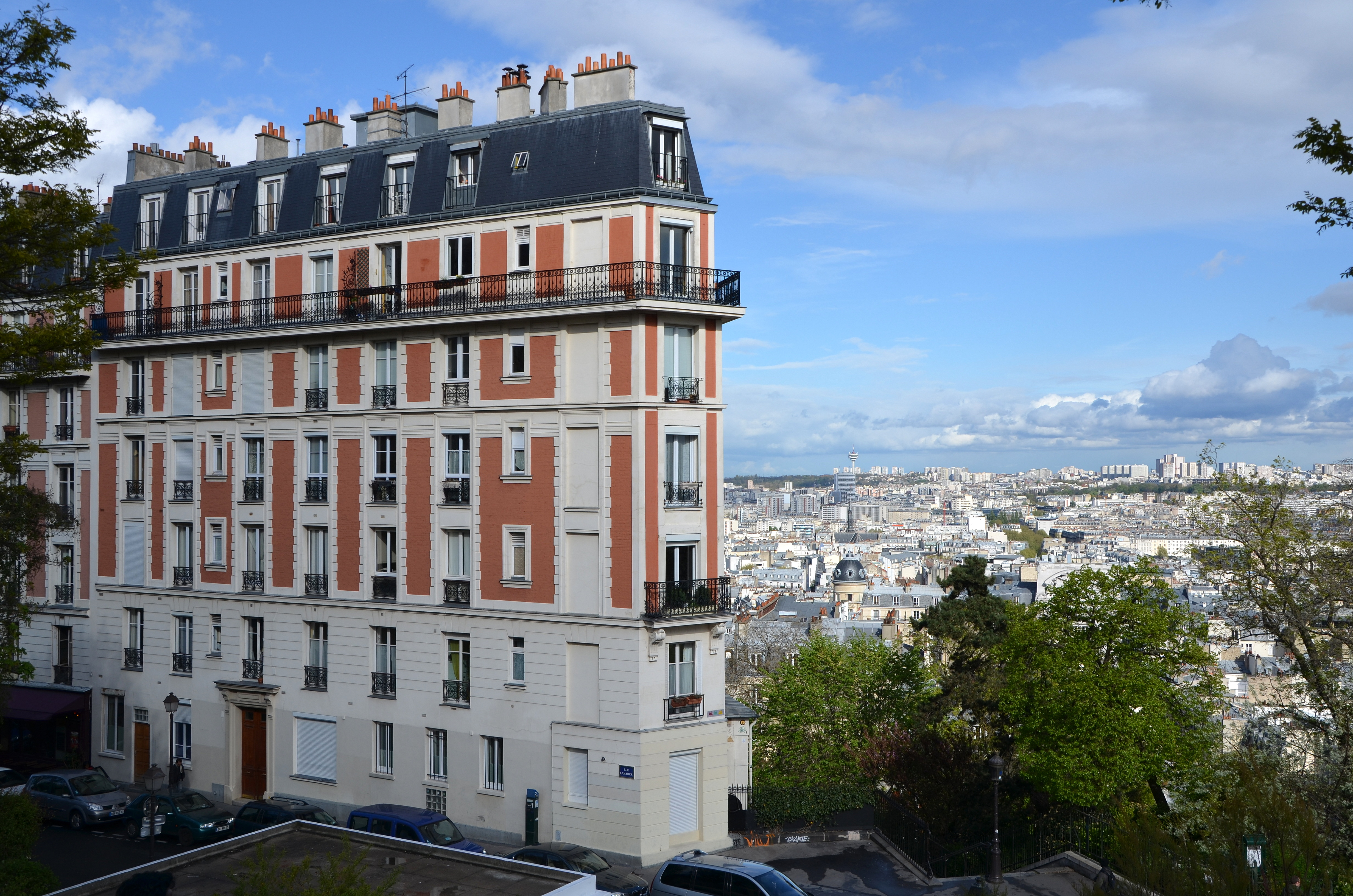
ラマルク通り (Rue Lamarck)
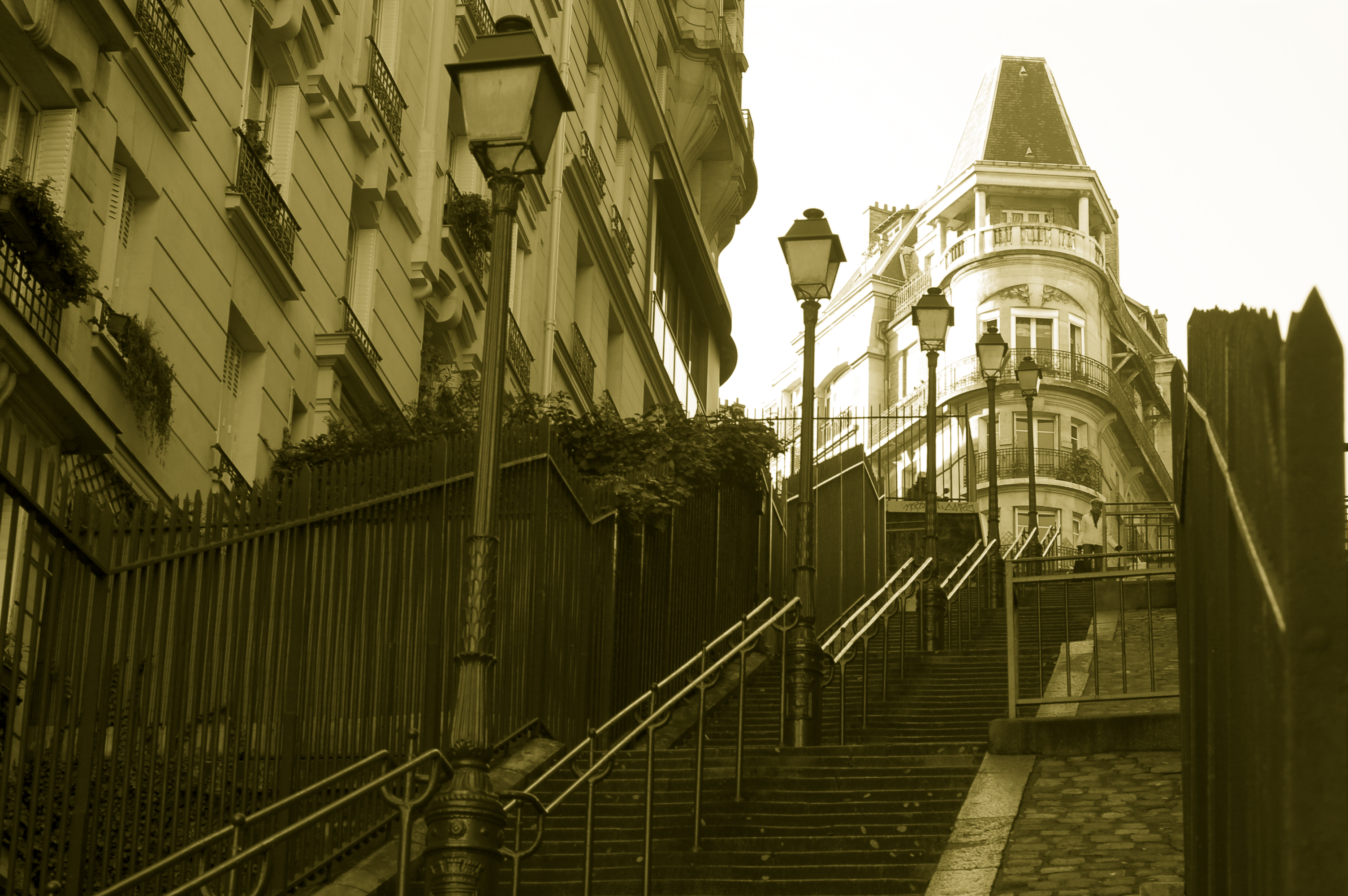
モンマルトルの丘の上、ラマルク通りへ続く階段。古くから映画やドラマ、写真･･等、世界的な撮影スポットで知られている。
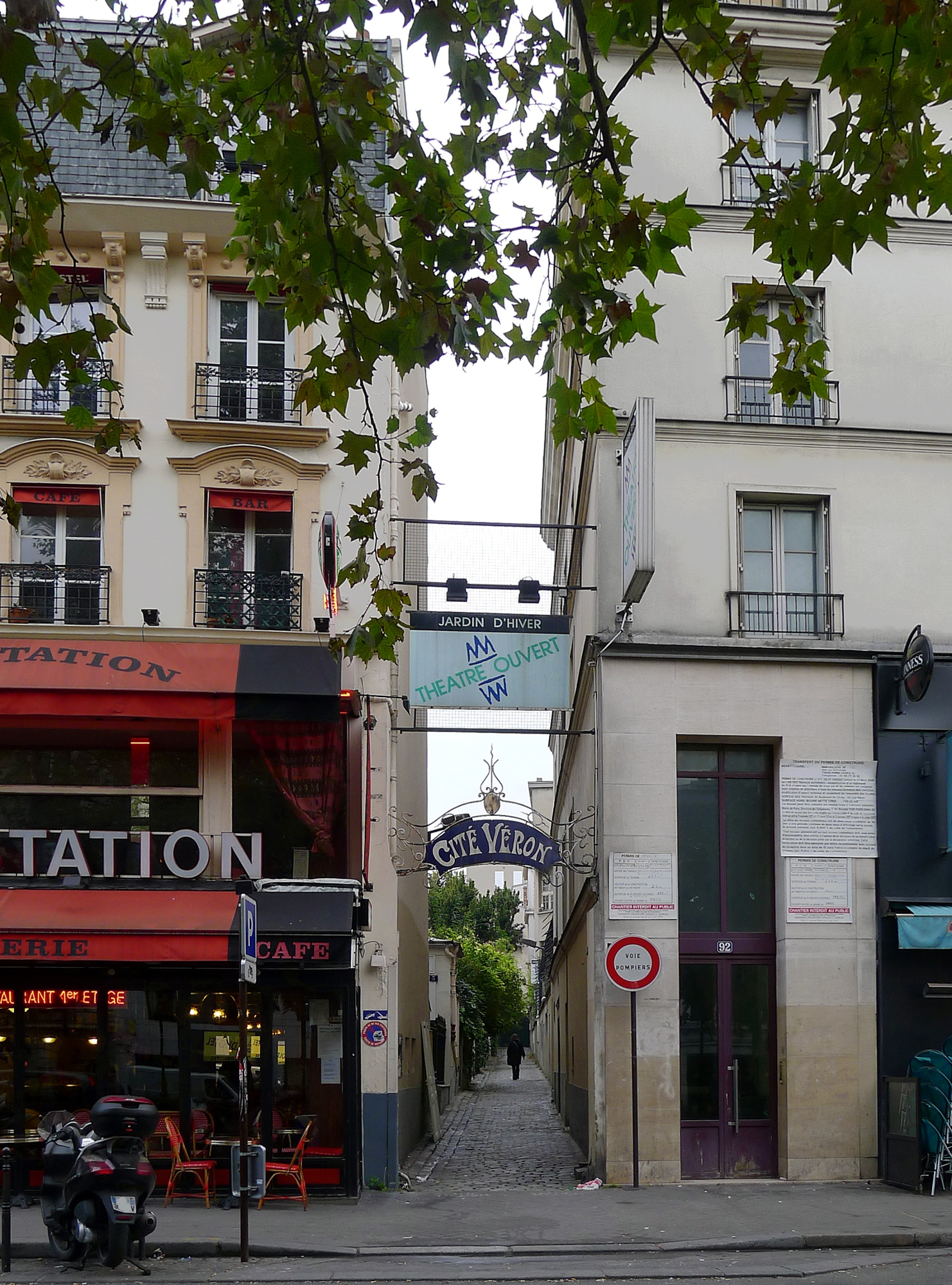
ムーラン・ルージュ西側至近、クリシー大通り (ブールヴァール, Boulevard de Clichy) 94番地から見るシテ・ヴェロン (Cité Véron)。小路先は行き止まり。
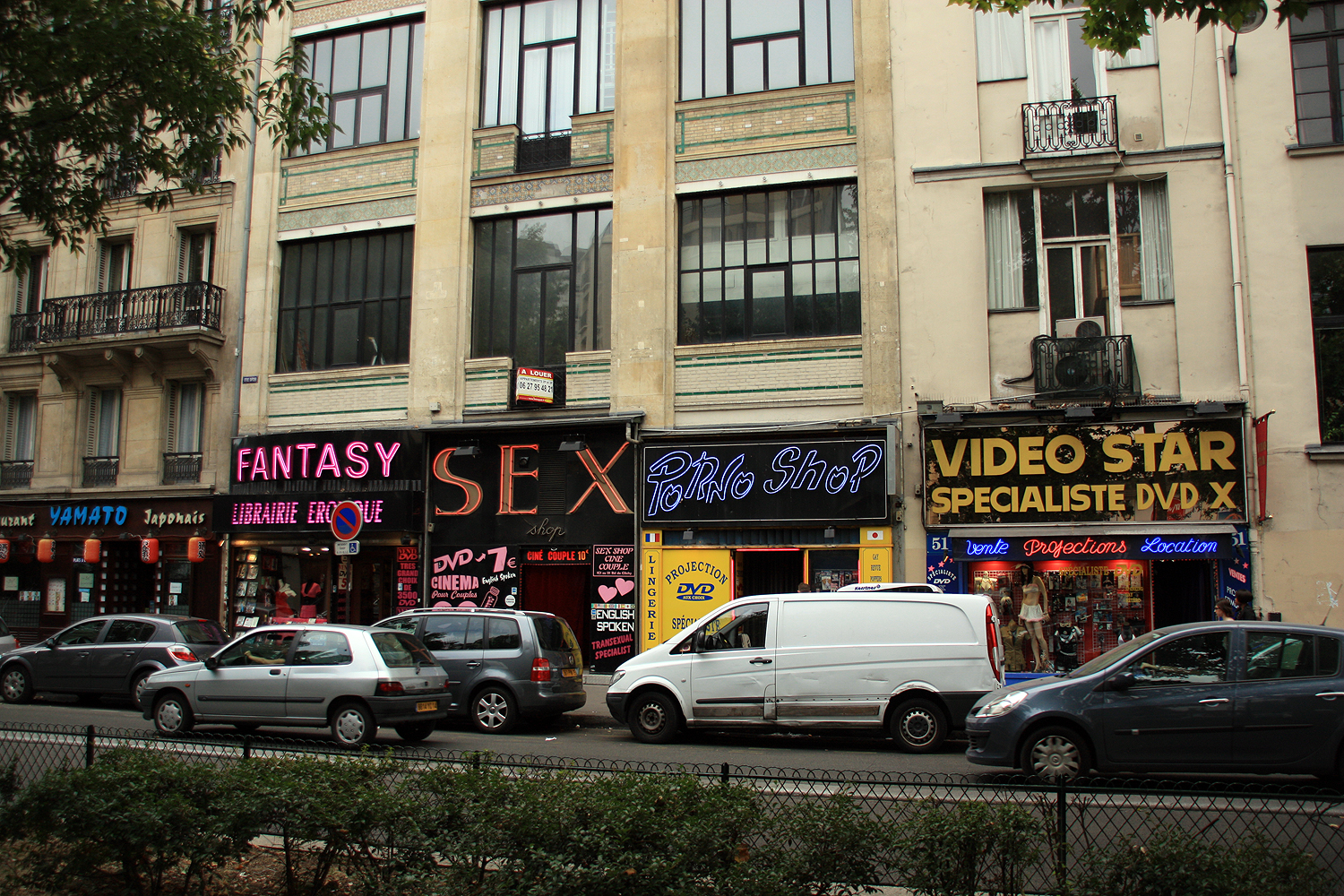
クリシー大通り (ブールヴァール) 沿い、ピガール界隈からブランシュ界隈に続くアダルト街
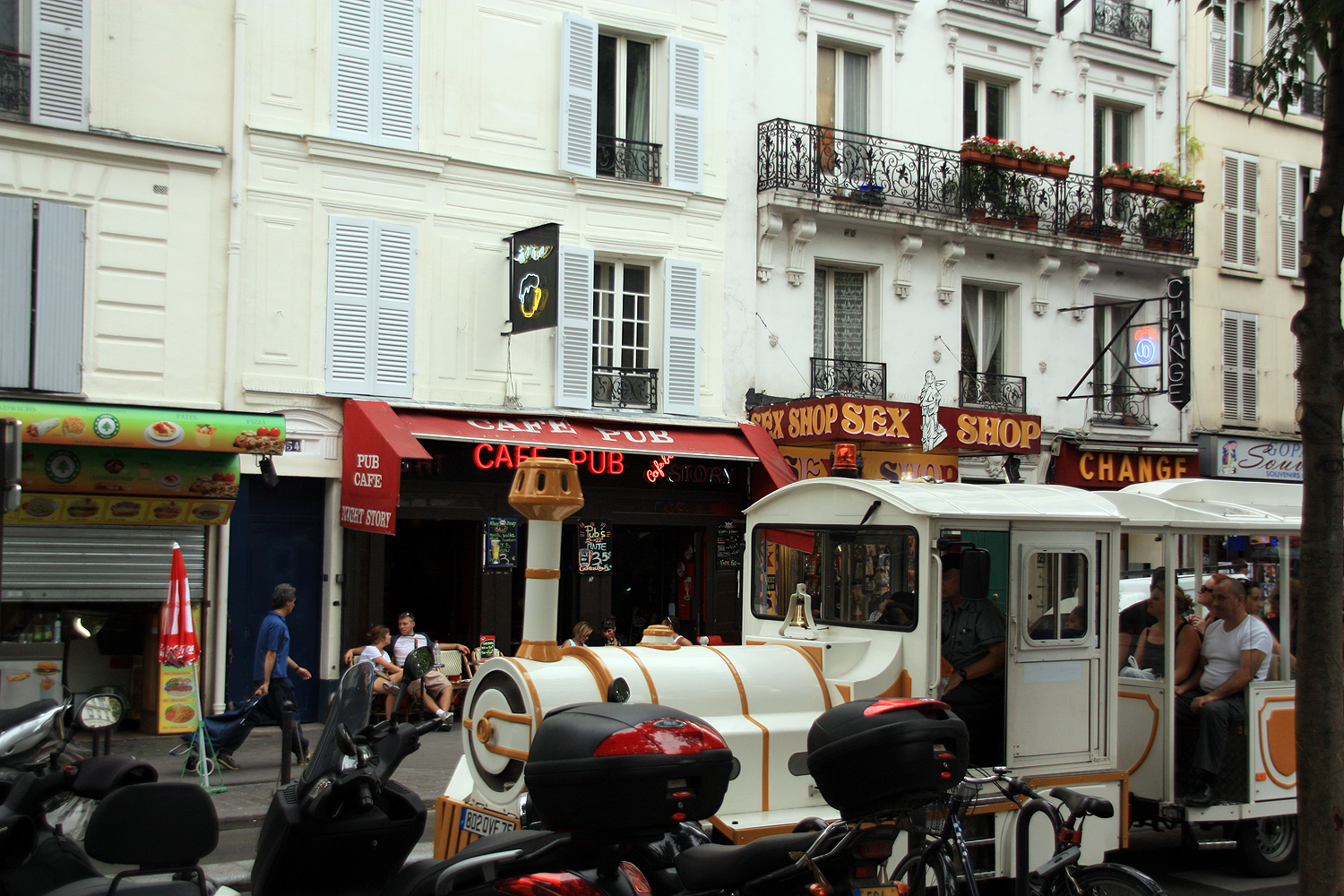
クリシー大通り (ブールヴァール) の観光トレインバス

- アベス通り（Rue des Abbesses）
- エミール＝デュプロイエ通り（Rue Émile-Duployé）
- オーベルヴィリエ通り（Rue d'Aubervilliers）
- オルドネ通り（Rue Ordener）
- オルナノ大通り（Boulevard Ornano）
- キュスティーヌ通り（Rue Custine）
- クリシー大通り (アヴェニュー)（Avenue de Clichy ）
  - クリシー広場から北側方面へ、17区との区境を走り、途中分岐して西側17区内に折れていく。分岐したもう一方の東側17区・18区の区境を走るのは下記サン＝トゥアン大通り。
- クリシー大通り (ブールヴァール)（Boulevard de Clichy ）
  - 下記ラ・シャペルやロシュシュアールから続き、クリシー大通り (ブールヴァール)へ繋がる、18区と9区との境界線を東西に走る通り。ピガール広場やブランシュ広場を通り、8・9・17区との区境にあたり区内南西端クリシー広場に至る。かつて、パブロ・ピカソもこの通りの11番地に居住していた。
- クリスティアニ通り（Rue Christiani）
- コランクール通り（Rue Caulaincourt）
  - ラマルク通り同様、モンマルトルの丘を北側からグルッと囲むように走る通り。
- サン＝トゥアン大通り（Avenue de Saint-Ouen）
  - 上記クリシー大通り (アヴェニュー) が西側17区内に折れるのに対し、同大通りと分岐して17区との南北に走る区境をそのままサン＝トゥアンまで続く通り。通り先で、ポルト・ド・サン＝トゥアン大通りと名を変えて続いていく。
- シャンピオネ通り（Rue Championnet）
- ジュノー大通り（Avenue Junot）
- ステファンソン通り（Rue Stephenson）
- ダンレモン通り（Rue Damrémont）
- デュエズム通り（Rue Duhesme）
- ネイ大通り（Boulevard Ney）
  - 北東端環状を走り、"ブールヴァール・デ・マレショー"を構成する。2015-2017年の間、移入-立退きの繰り返しの中、ジタンによるスラム (Bidonvilles en Franceも参照) が路上に形成されていた。こうしたスラムはパリ周辺界隈だとパンタンやボビニー等でも見られる。
- バルベス大通り（Boulevard Barbès）
  - 18区内を南北に走る通り。アフリカ系移民らが多いメトロバルベス＝ロシュシュアール駅交差点界隈で東西を走るラ・シャペル及びロシュシュアール大通りと交差し、9区・10区との境界線上を走るフォーブール＝ポワソニエール通り、及び10区内を右斜め下に伸びるマジャンタ大通りに続いていく。
- ヴォーヴナルグ通り（Rue Vauvenargues）
- ポトー通り（Rue du Poteau）
- ポワソニエール通り（Rue des Poissonniers）
- マルカデ通り（Rue Marcadet）
- マルクス＝ドルモワ通り（Rue Marx-Dormoy）
- マルティル通り（殉教者通り, Rue des Martyrs）
  - 9区中心部ノートルダム＝ド＝ロレット教会からサクレ・クール寺院まで続く南北に走る通り。名称は、モンマルトルの丘で処刑された"フランスの守護聖人"ことパリ初代司教パリのディオニュシウス（聖ドニ、サン＝ドニ）から。また、同通り75番地にコンサートスペースないしキャバレーの「ル・ディヴァン・デュ・モンド」がある。かつて「ル・ディヴァン・ジャポネ (Le Divan Japonais)」と名乗っていた当時、ロートレック作「Le Divan Japonais」のお店ポスターで知られるようになった。
- ミハ通り（Rue Myrha）
- モン＝スニ通り（Rue du Mont-Cenis）
- ラ・シャペル大通り（Boulevard de la Chapelle）
  - メトロ ベルヴィル駅交差点から、10区と19区との境界線上を走るラ・ヴィレット大通りから名を変え接続する。10区さらに9区と18区との区界を東西に走るラ・シャペル大通りから、さらにロシュシュアールやクリシー大通り (ブールヴァール)と名を変えサクレ・クール寺院南側やムーラン・ルージュ界隈に至る。
- ラ・シャペル通り（Rue de la Chapelle）
- ラマルク通り（Rue Lamarck）
  - コランクール通り同様、モンマルトルの丘を北側から東側へグルッと囲むように走る通り。
- ルピック通り（Rue Lepic）
  - ブランシュ広場から「くの字」状でサクレ・クール寺院西側テルトル広場西側界隈まで伸びる通り。モンマルトルの丘西側界隈の通り。
- ロシュシュアール大通り（Boulevard de Rochechouart）
  - 上記東側ラ・シャペル大通りから続き、クリシー大通り (ブールヴァール)へ繋がる、18区と9区との境界線を東西に走る通り。名称は、名門貴族ロシュシュアール公に連なる18世紀前半のモンマルトル女子修道院(Abbaye de Montmartre)長マルグリット・ド・ロシュシュアール (fr) から。

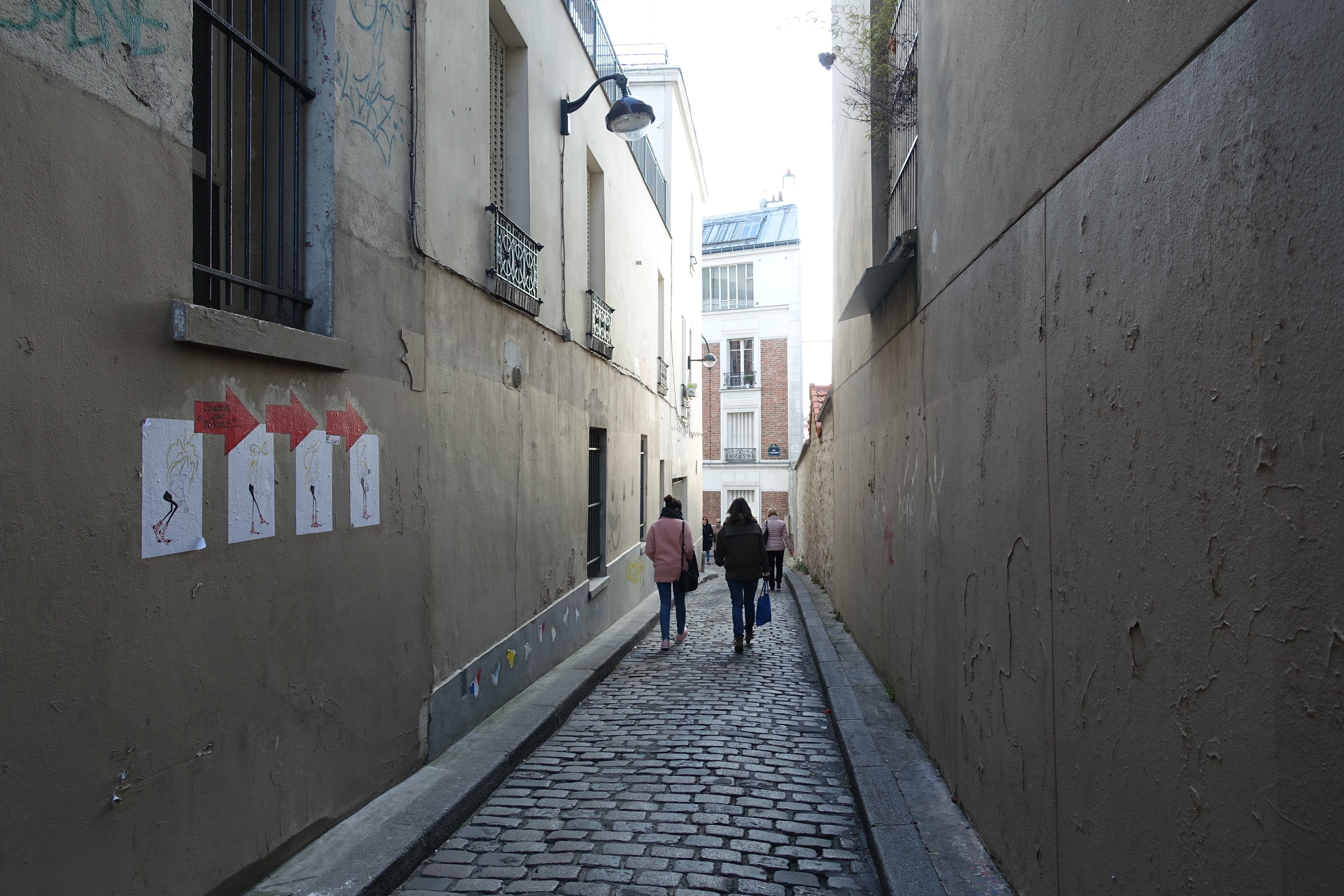
ルピック通りから見るオルシャン通り狹路箇所 (Partie étroite de la rue d'Orchampt vue depuis la rue Lepic.)
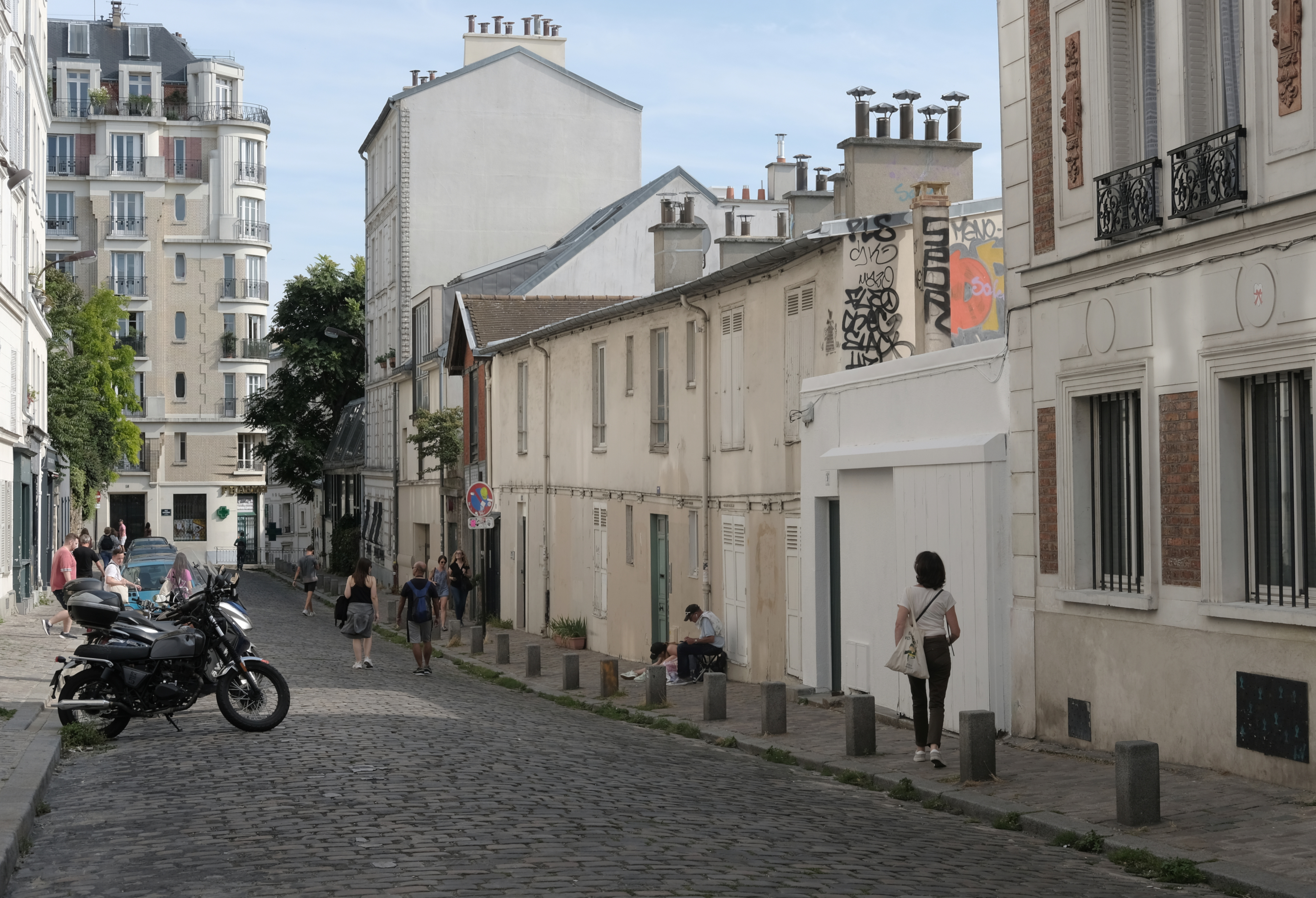
オルシャン通りをラヴィニャン通り方向に見る (Rue d'Orchampt vue en direction de la rue Ravignan.)
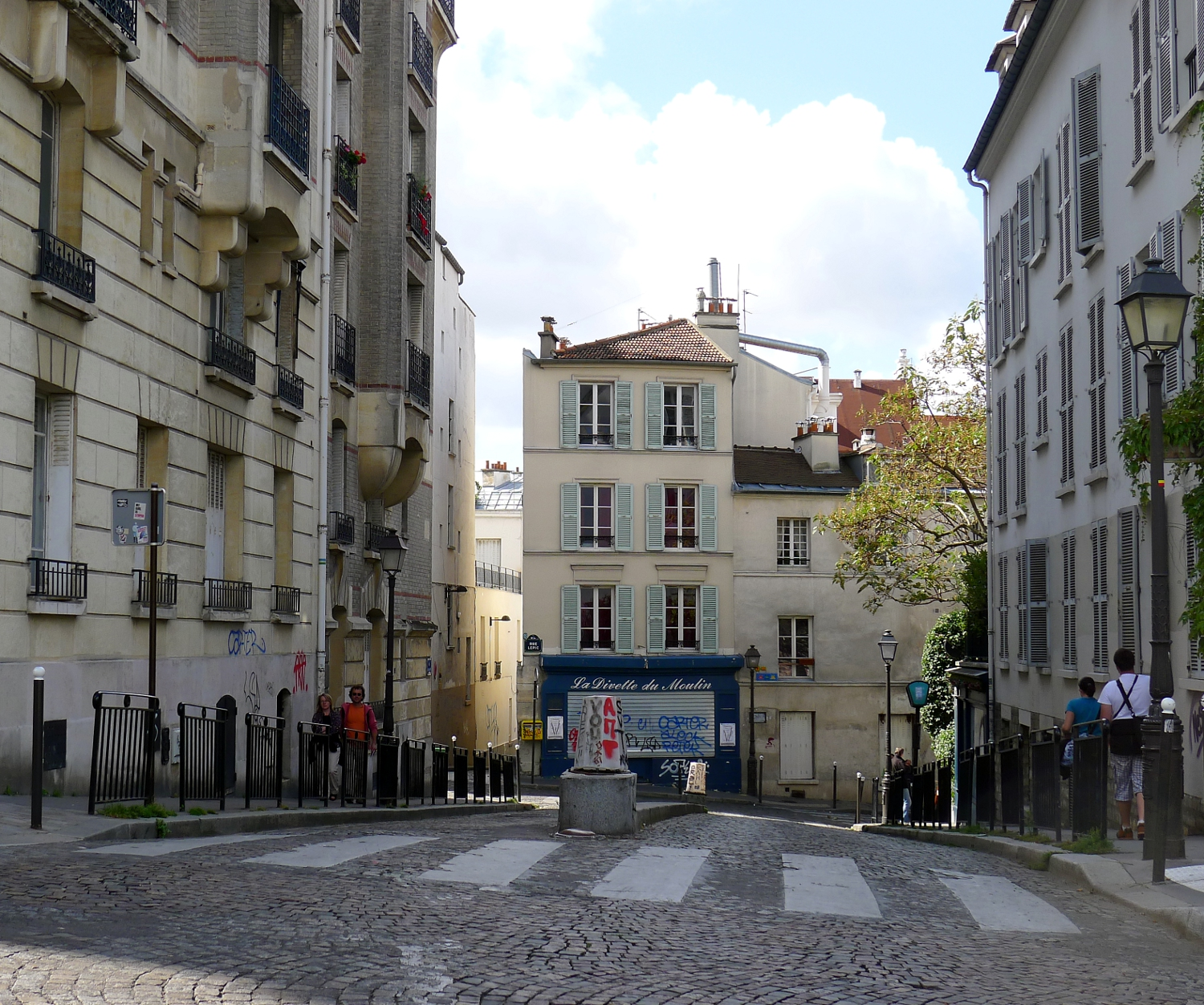
ジラルドン通り (Rue Girardon) は、南からオルシャン通りが交差するルピック通りムーラン・ド・ラ・ギャレット界隈から北側ダリダ広場方向へ走る。先に見える枝木はムーラン・ド・ラ・ギャレットの敷地。
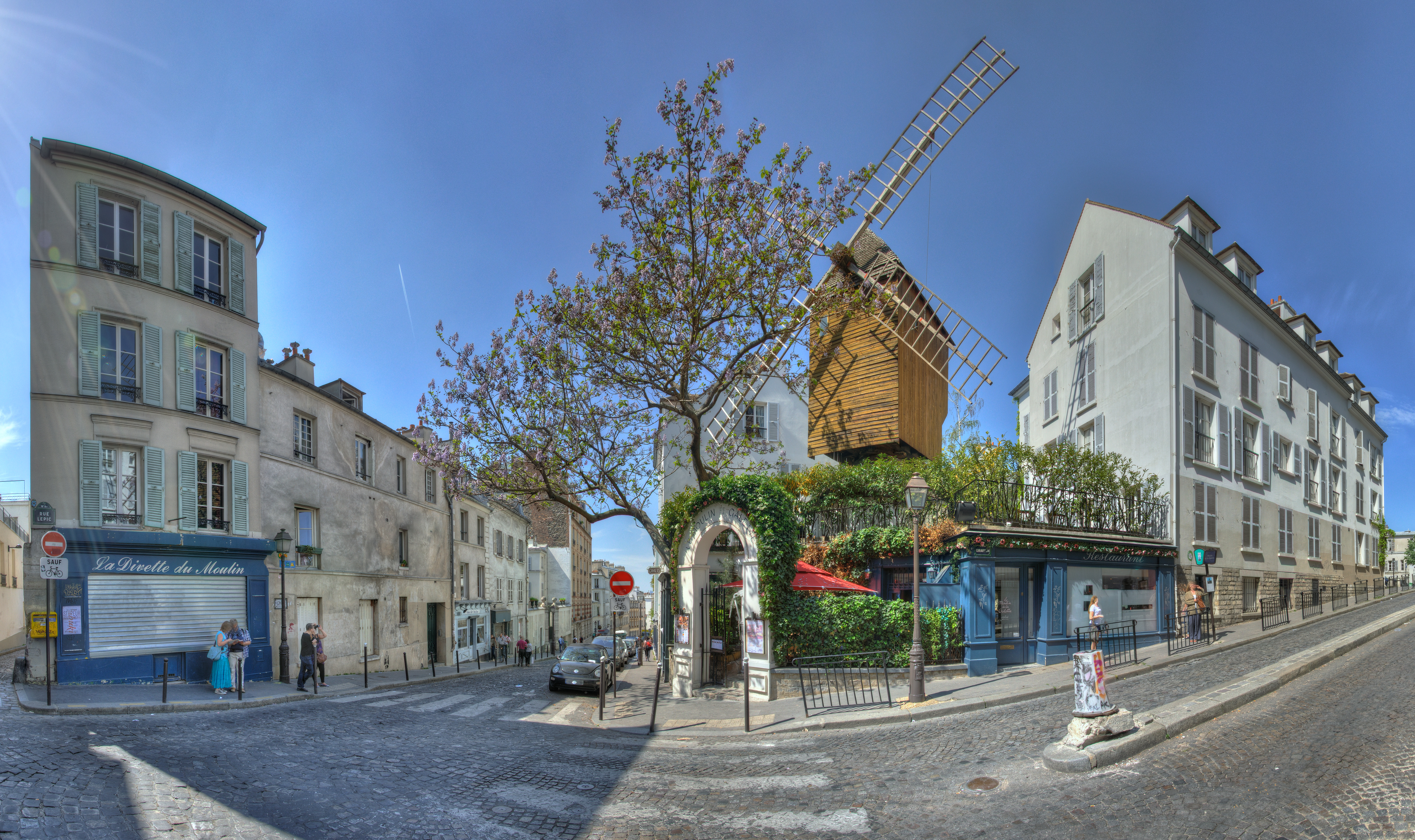
ジラルドン通りから見るムーラン・ド・ラ・ギャレット
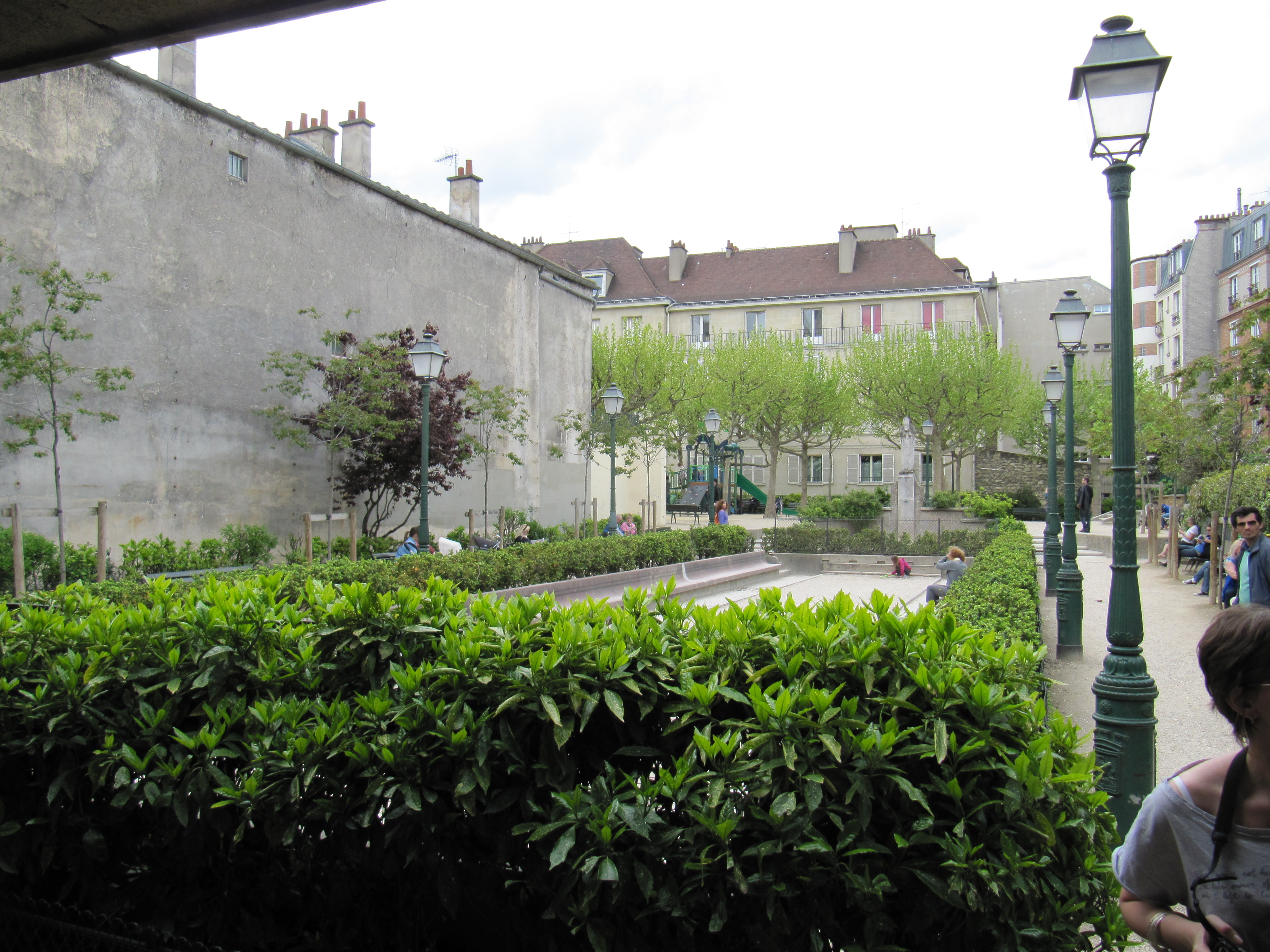
ジラルドン通り界隈

### 広場・交差点

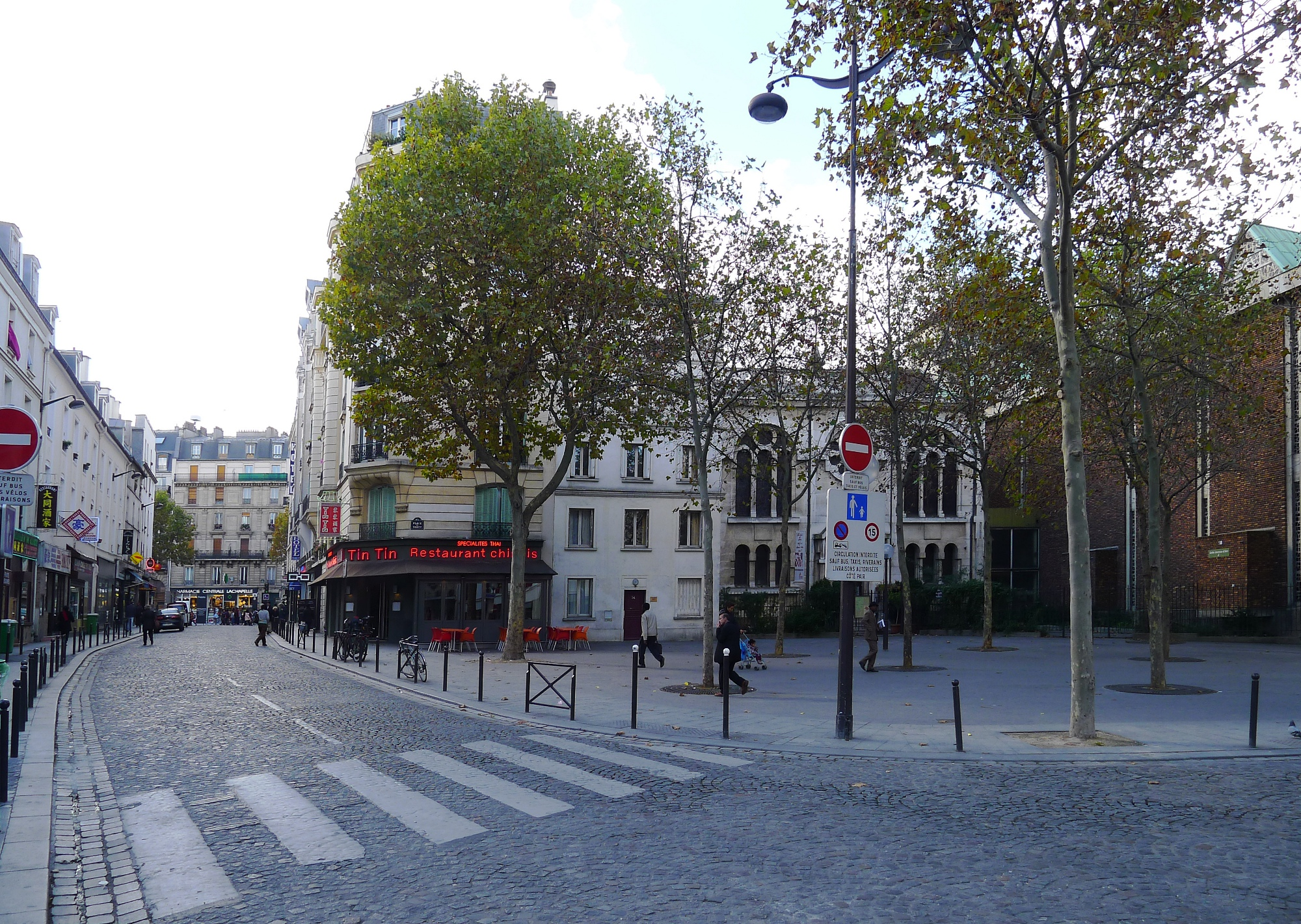
トルスィ通りとレヴァンジル通りとの交差点から見るトルスィ広場 (Place de Torcy vue du carrefour de la rue de Torcy et de la rue de l'Évangile.)
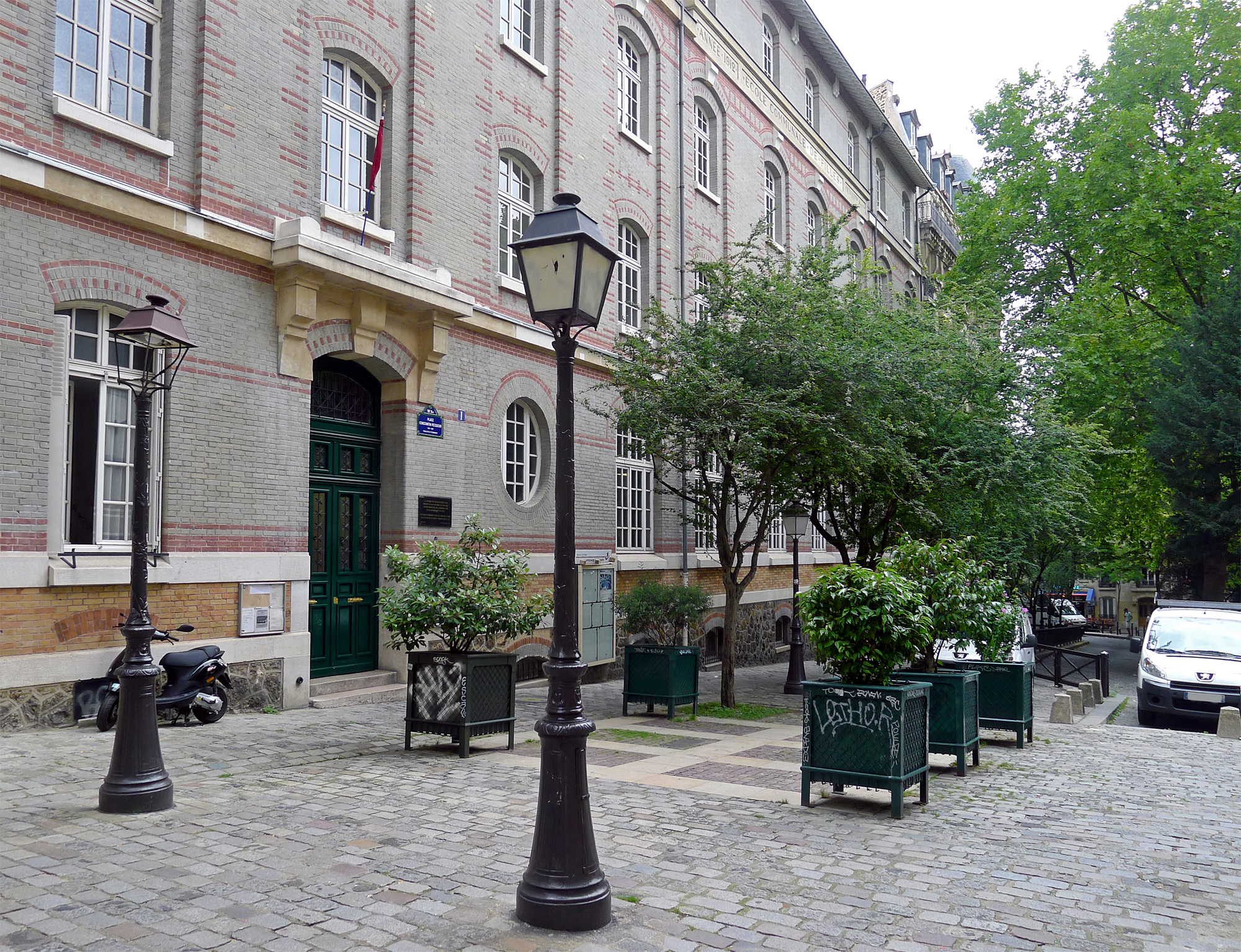
コンスタンタン＝ペキュー広場 (Place Constantin-Pecqueur)
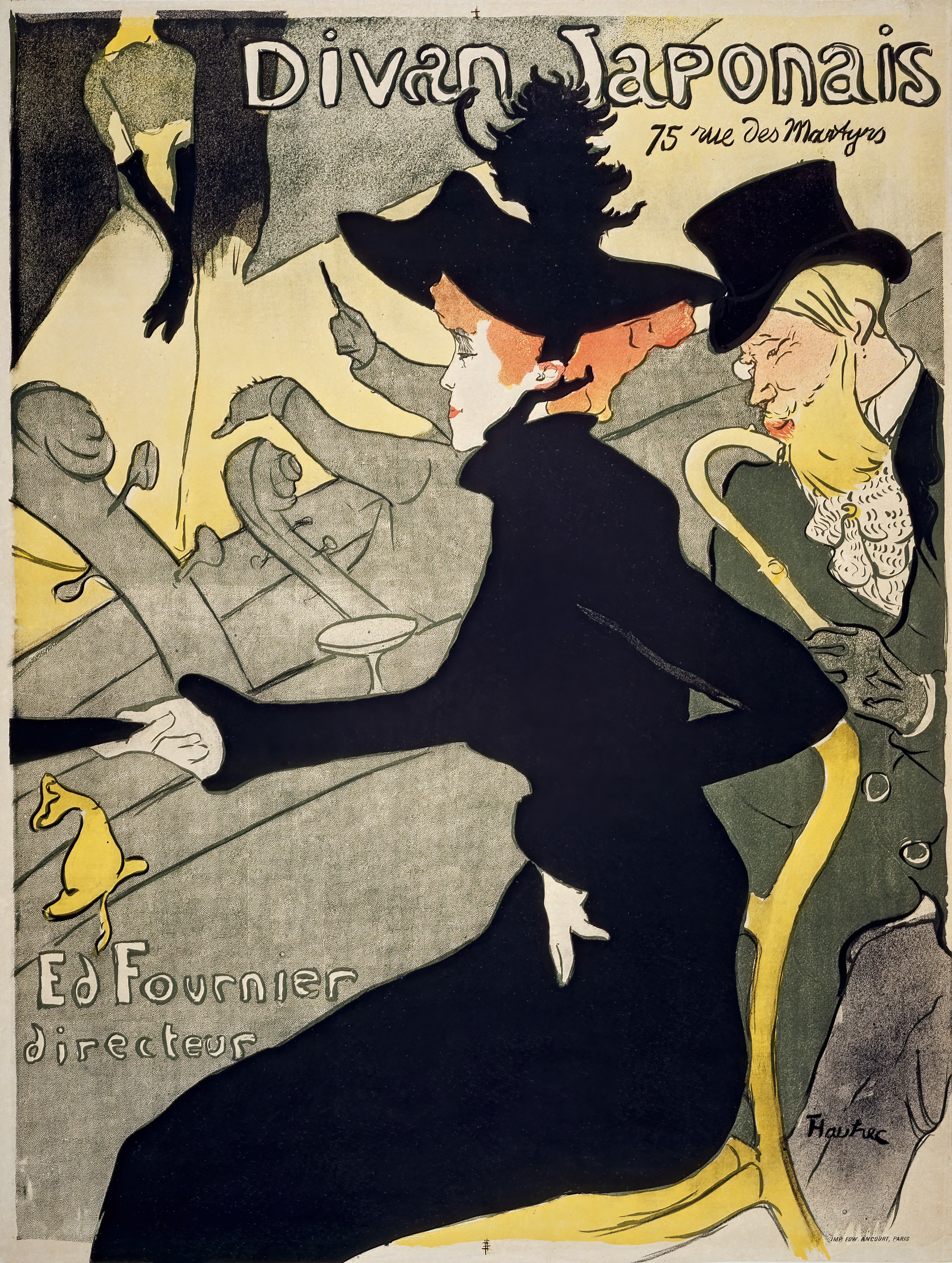
ロートレック作「ディヴァン・ジャポネ (Divan Japonais, en)」リトグラフポスター
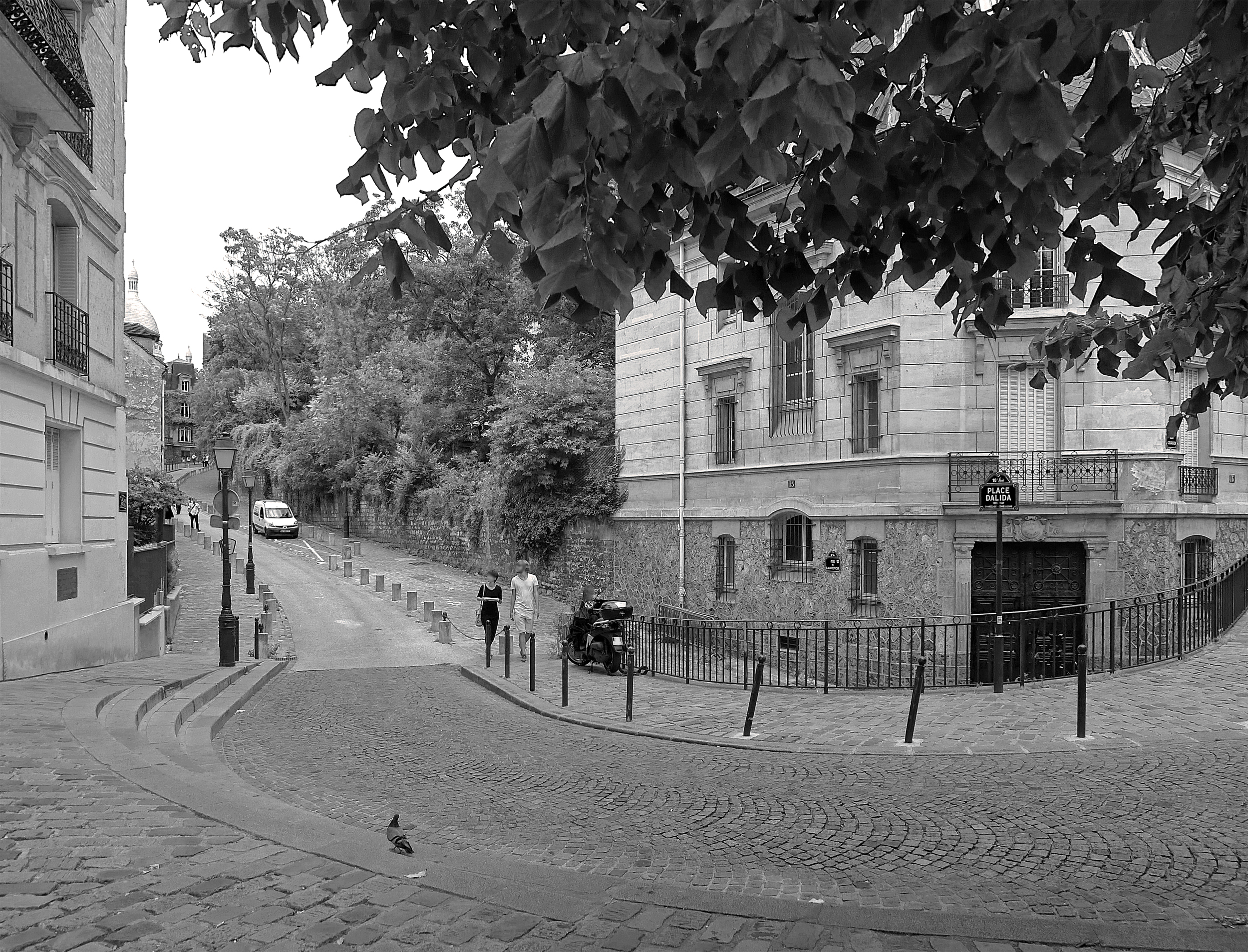
ダリダ広場 (Place Dalida)
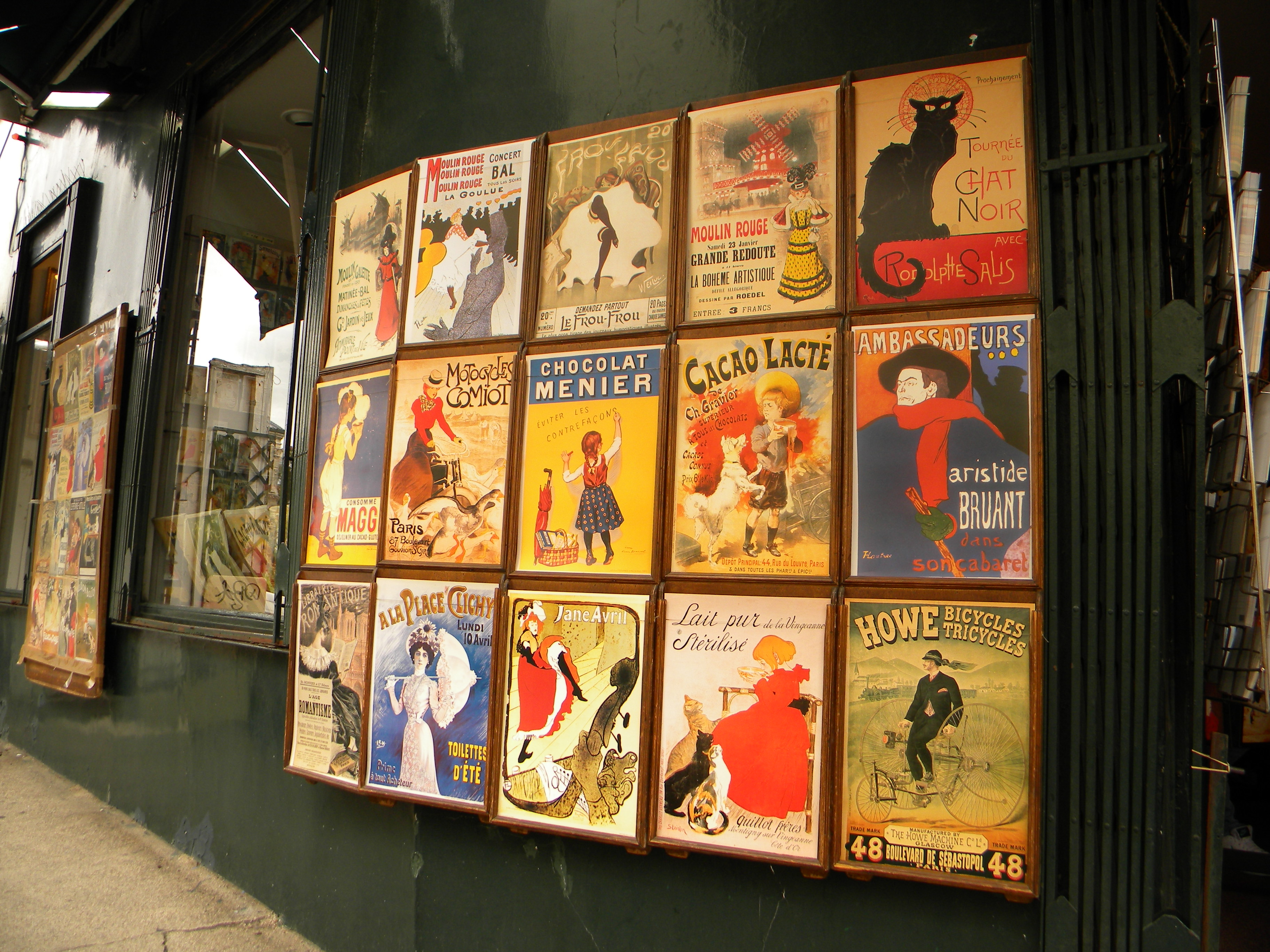
テルトル広場
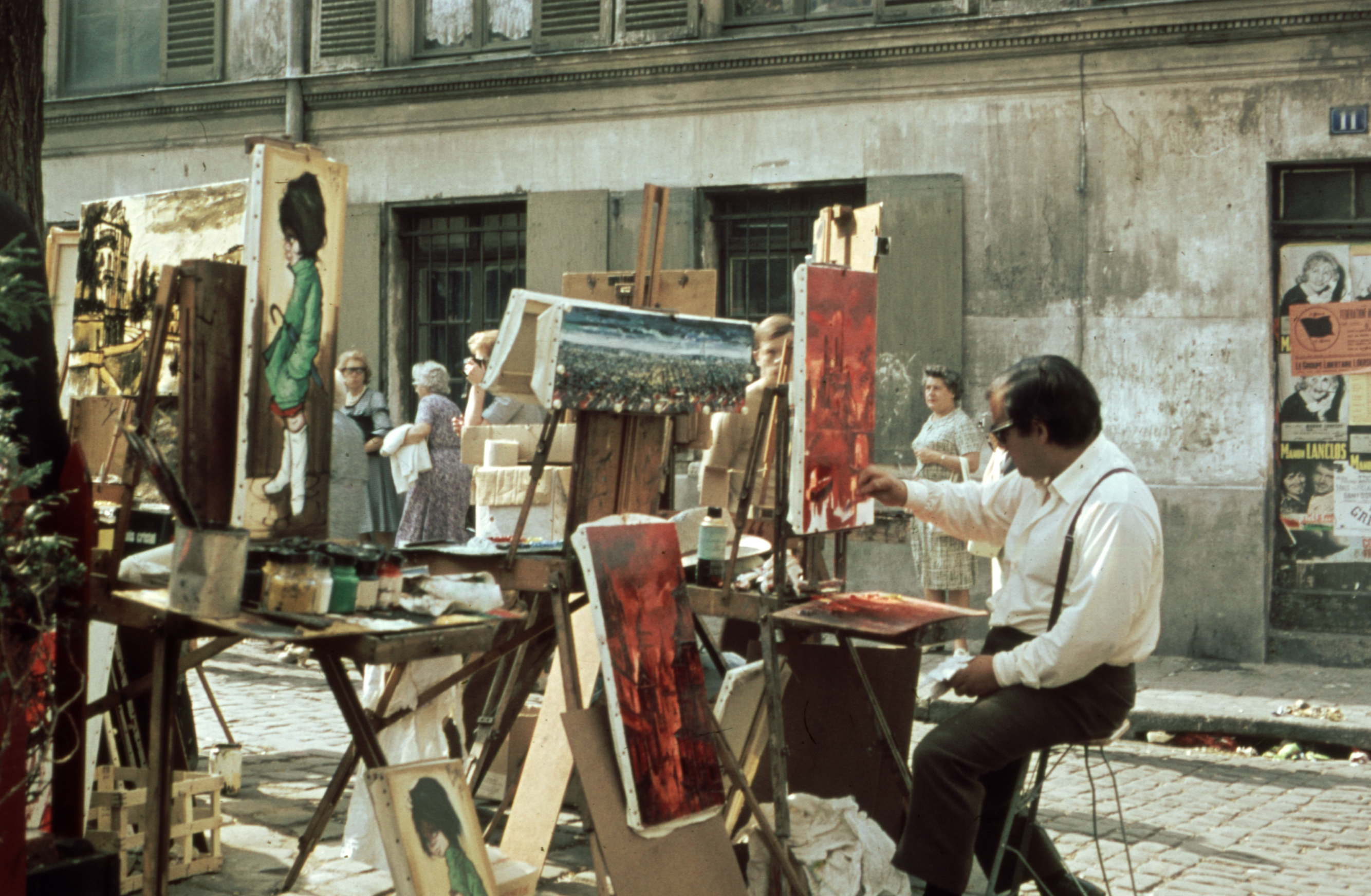
同テルトル広場
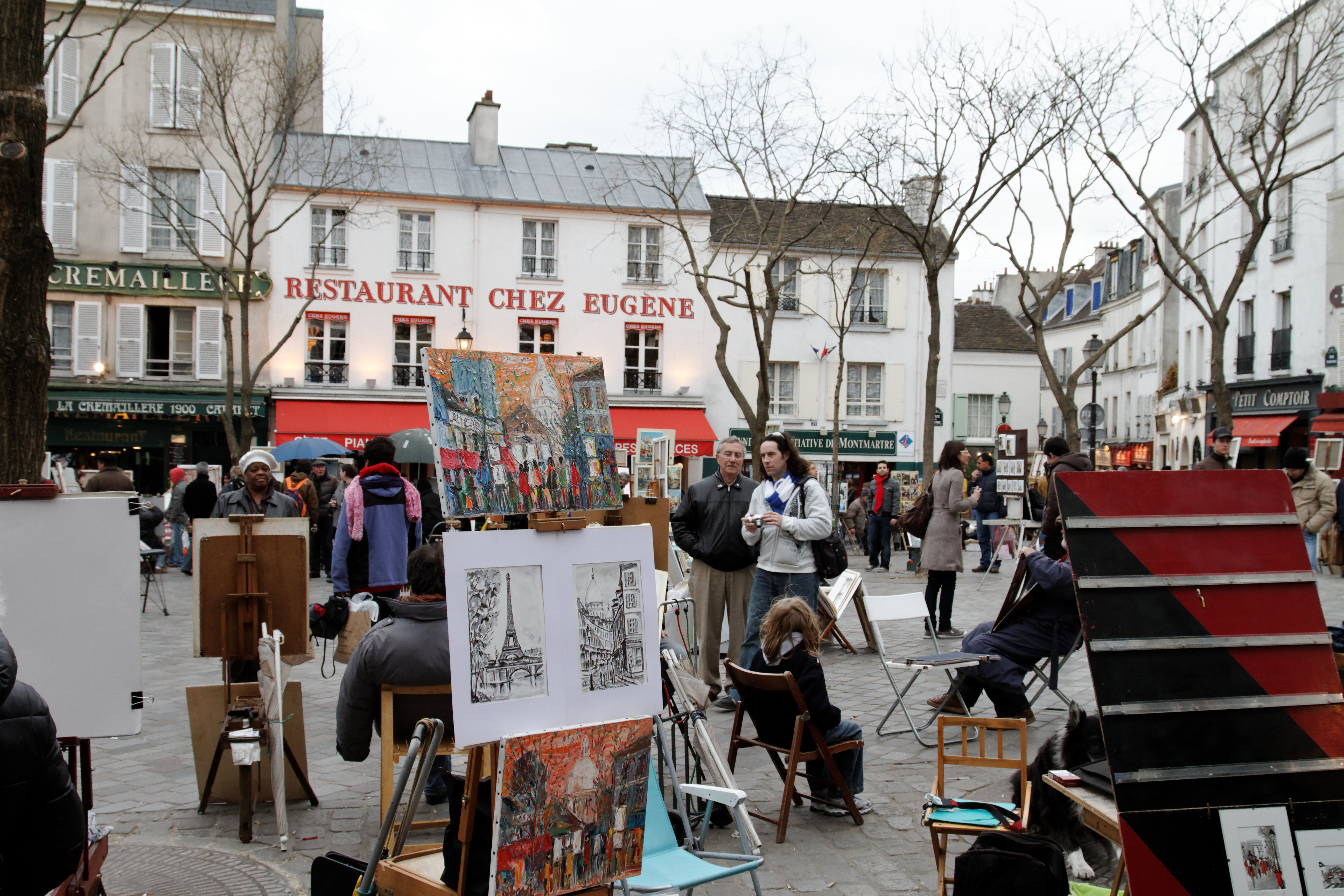
同テルトル広場
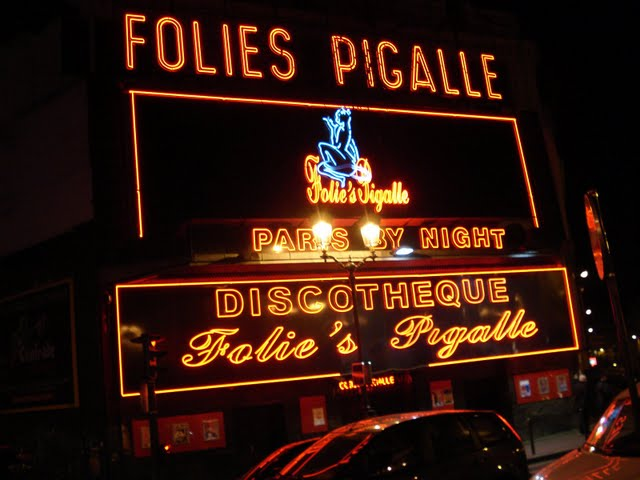
ピガール広場 (Place Pigalle) のナイトクラブ「フォリー・ピガール」
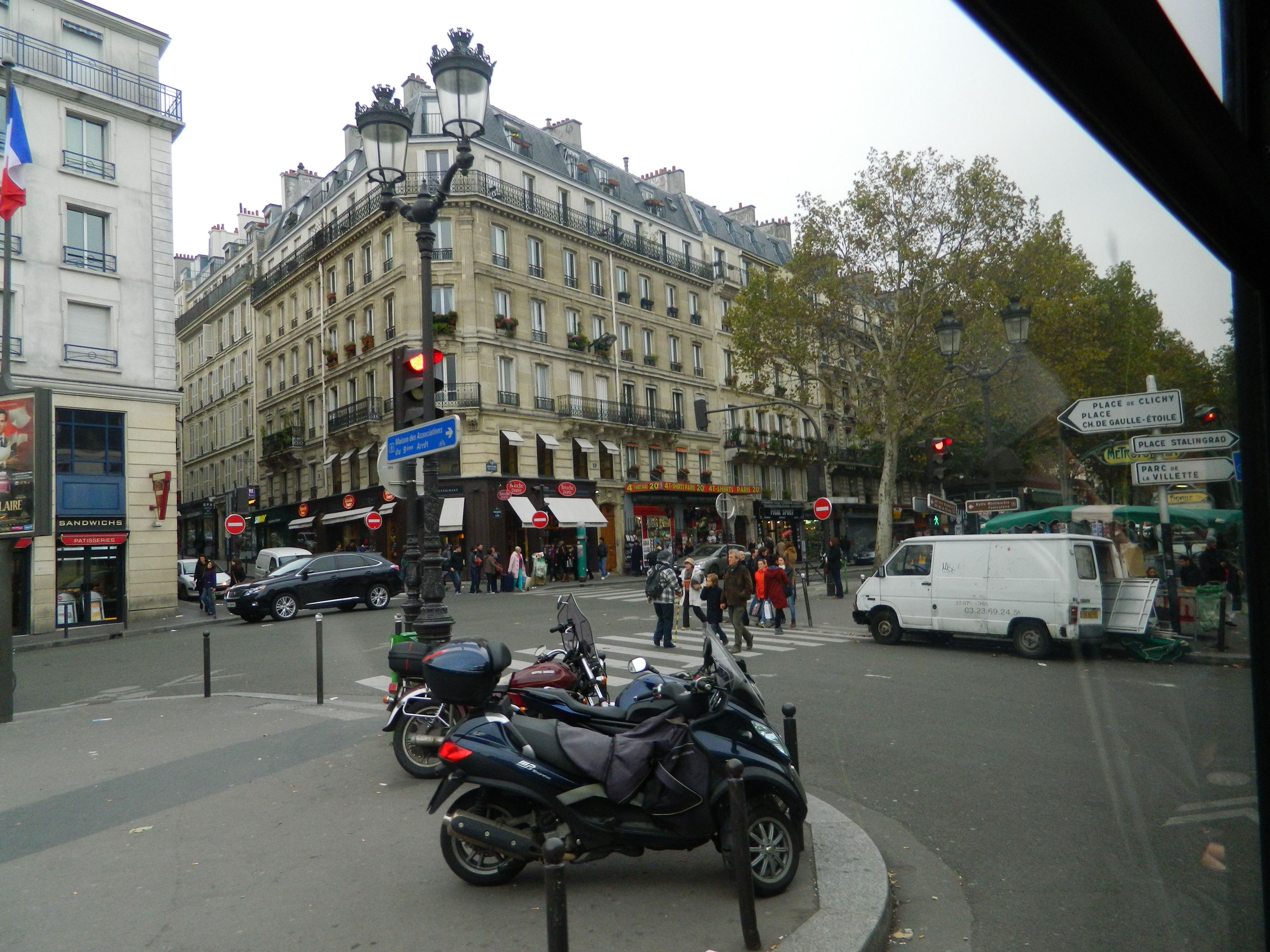
ピガール広場 (9区側) からクリシー大通り (ブールヴァール, boulevard de Clichy) を越えて18区側を見る。
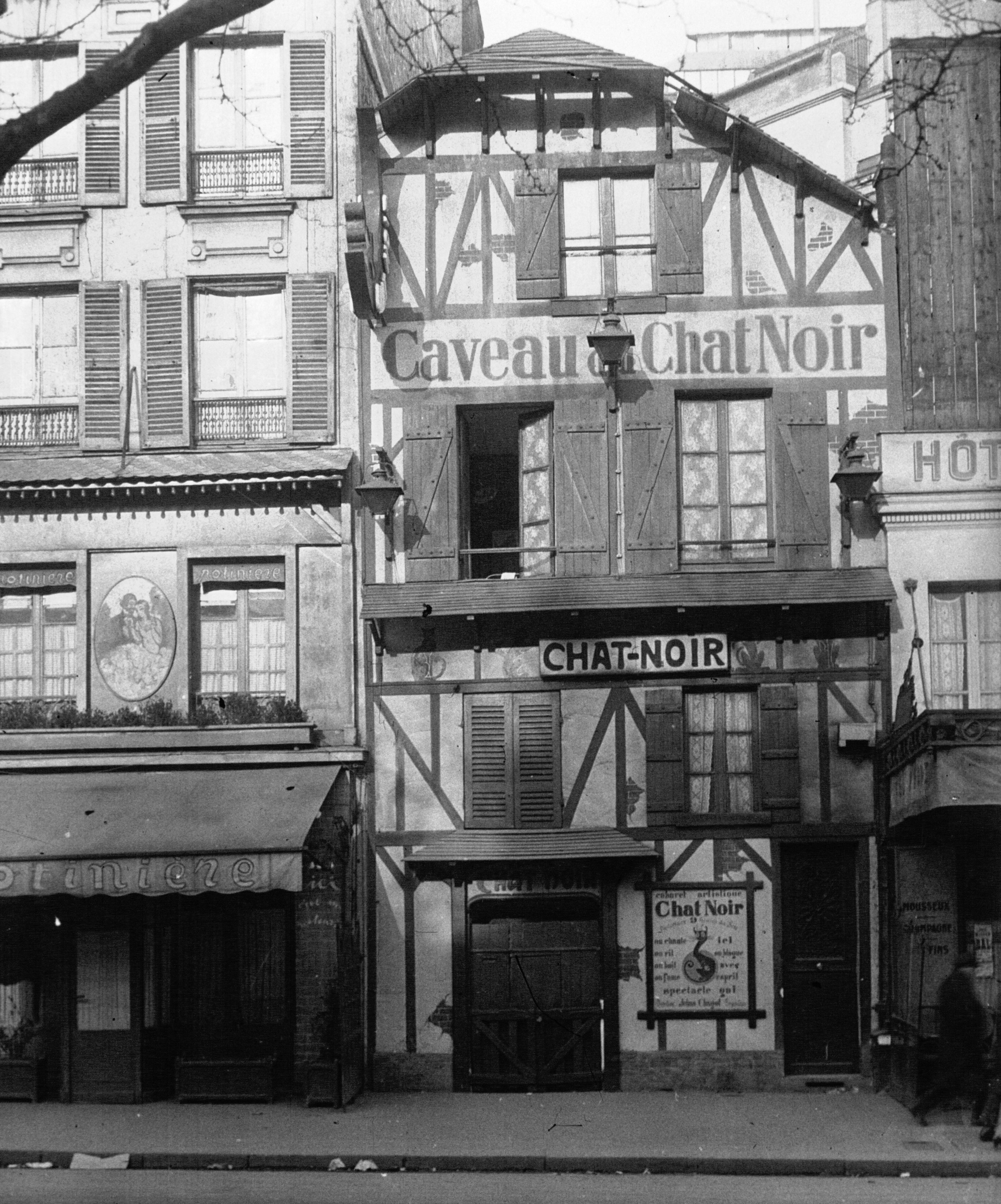
1881年創業, ブランシュ広場 (Place Blanche) 東側至近クリシー大通り (ブールヴァール) 68番地にあった頃, 1929年のキャバレー 「ル・シャ・ノアール」。現在は同名のレストランになっている。(Le Chat noir, 68 bvd de Clichy, en 1929.)
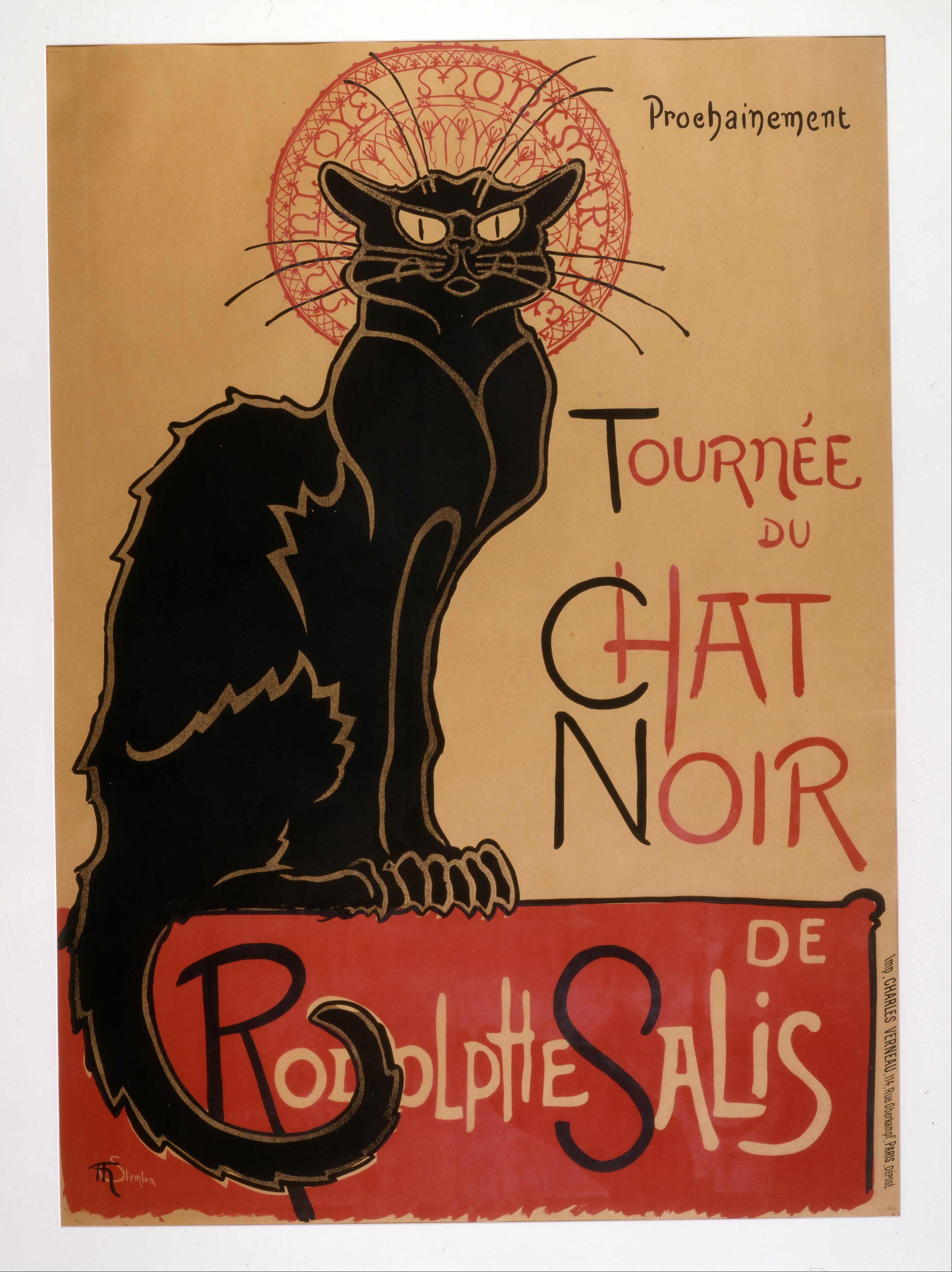
テオフィル・アレクサンドル・スタンラン作「ルドルフ・サリの黒猫の巡業 (Tournée du Chat noir)」1896年, ラトガース大学ヅィメリ美術館蔵
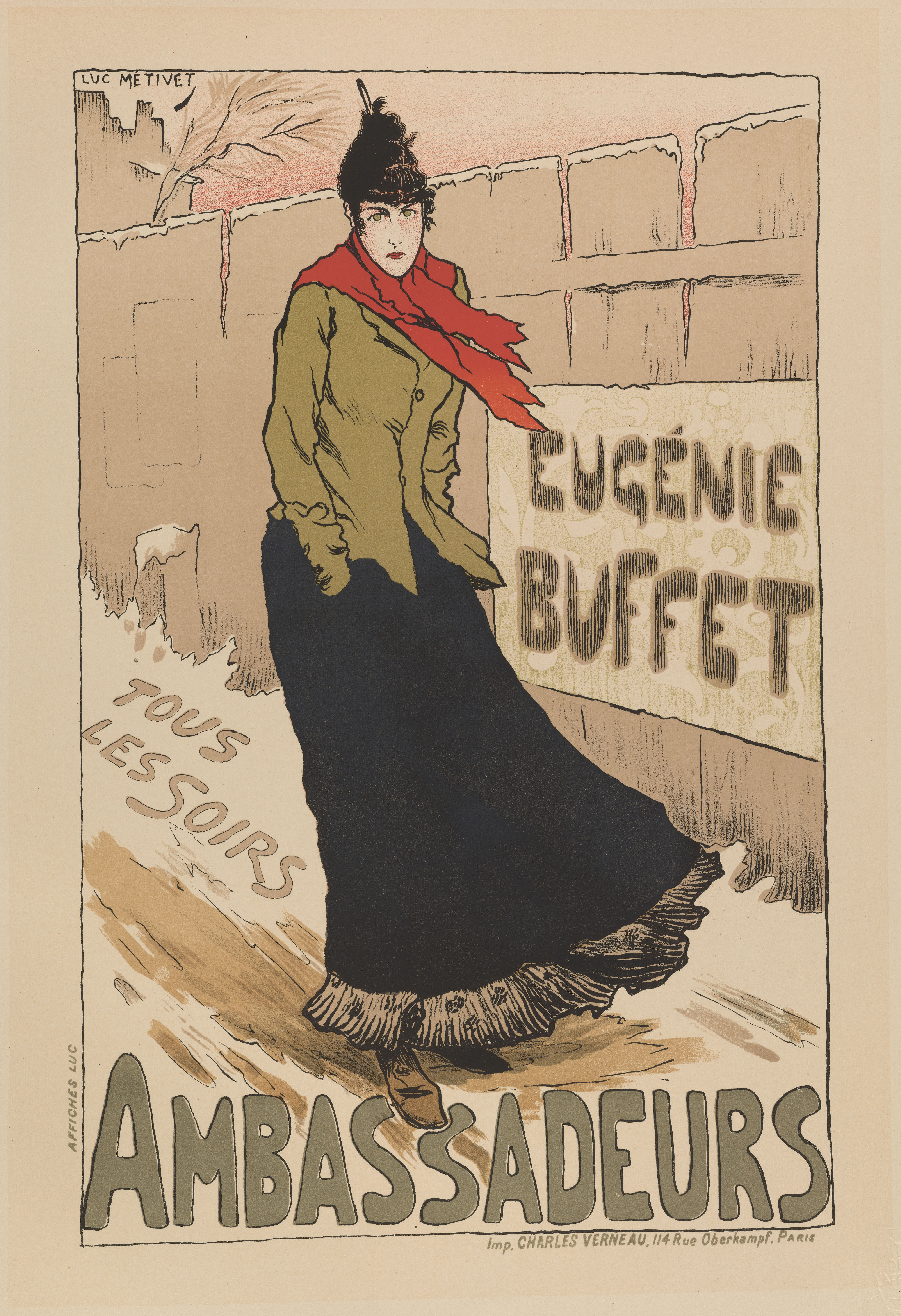
リュシアン・メティヴェ作「レ・ザンバサドゥールの歌手ユージェニー・ビュッフェ」コンサート告知リトグラフポスター, 1896-1900年。ビュッフェは、8区コンコルド広場界隈にあったカフェ・コンセール乃至キャバレー「レ・ザンバサドゥール (アンバサドゥール, en)」の他, 「ラ・シガール」「ル・シャ・ノアール」･･等に立った。1903年, 上記同名の「フォリー・ピガール」を開店させるが同年閉鎖に追い込まれた。
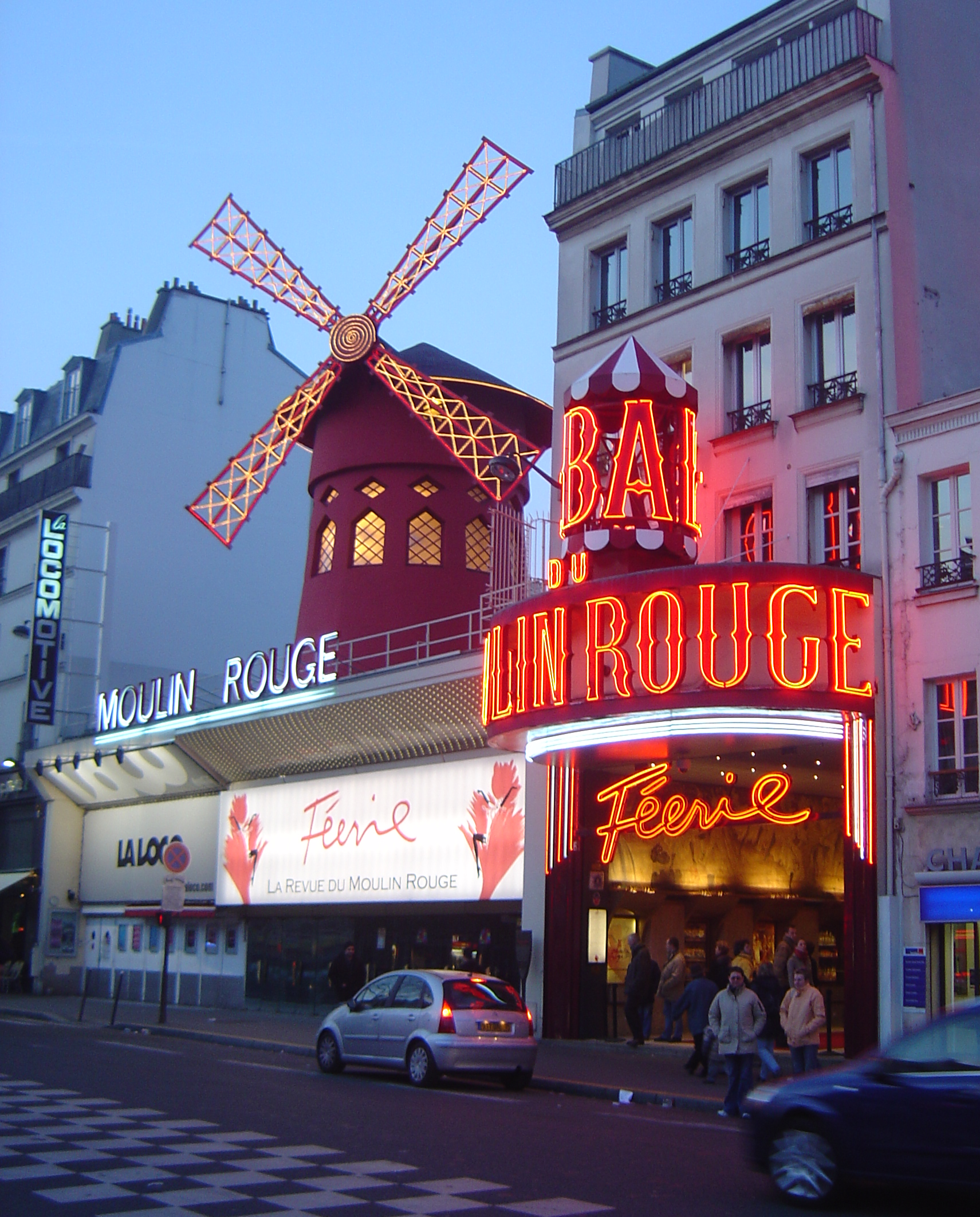
ブランシュ広場の「ムーラン・ルージュ」
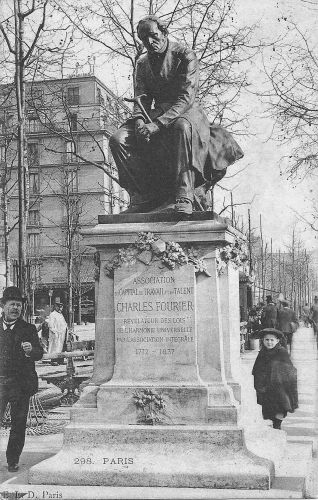
シャルル・フーリエ像, クリシー広場 (Place de Clichy) 近くクリシー大通り (ブールヴァール) 120番地界隈, 1899年。1942年ヴィシー政権の下、銅像は撤去された。現在は台座を遺して"4つ目のリンゴ (La Quatrième Pomme)"が置かれている。
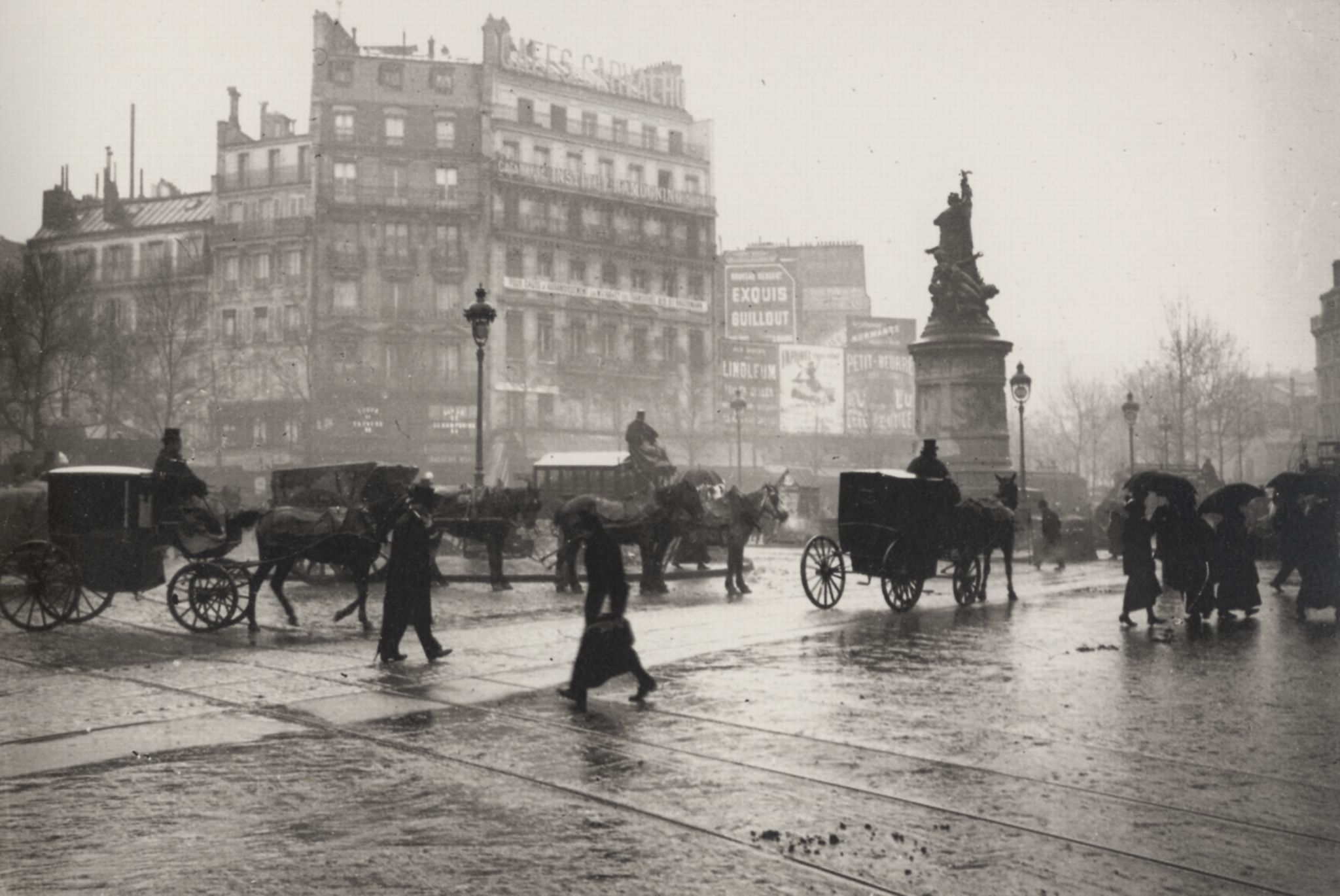
アムステルダム通り (Rue d'Amsterdam) から見る同クリシー広場 (エミール・ゾラ撮影, 時期不明)
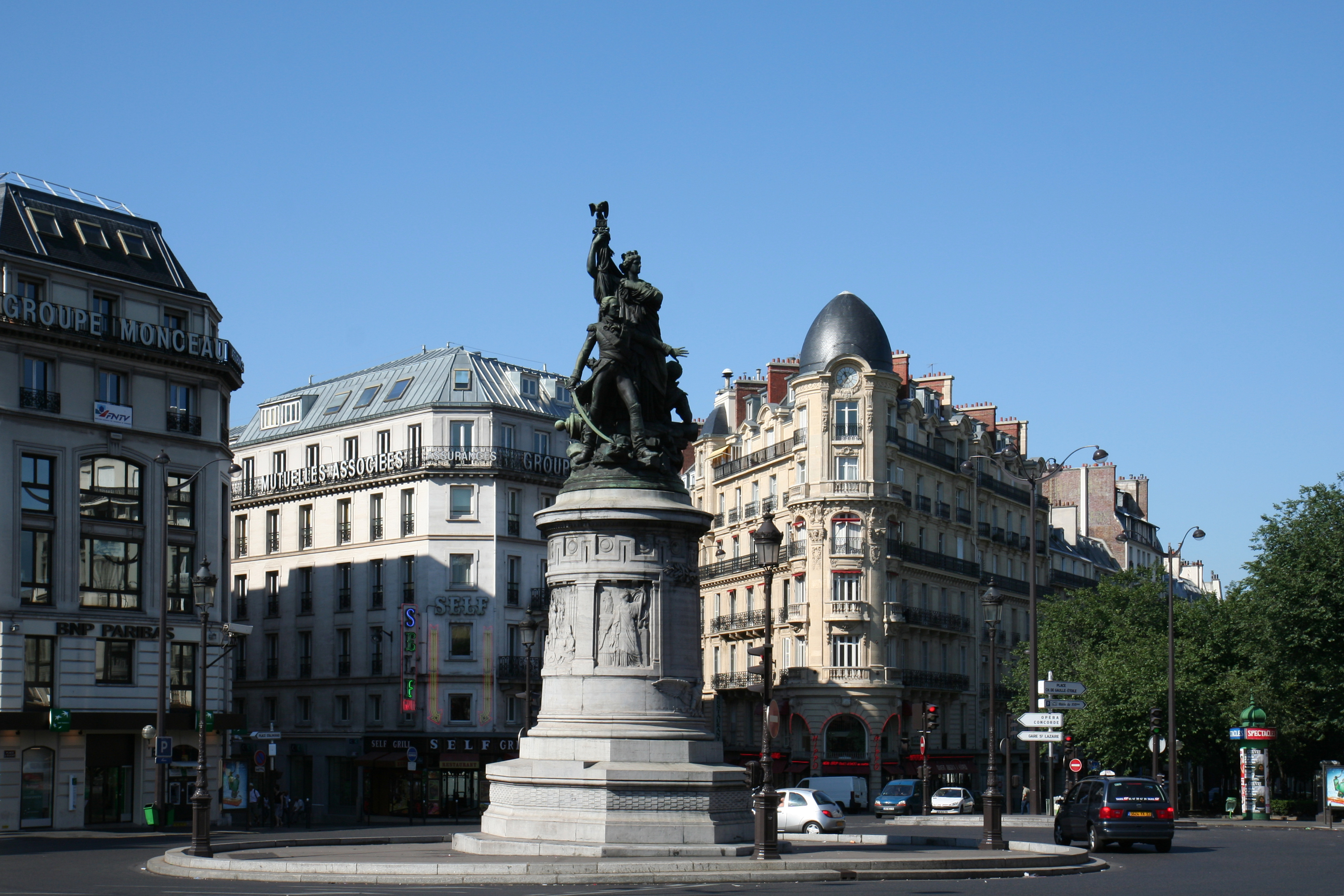
モンセー元帥像, 同クリシー広場

パリの「広場 （プラス、Place）」は、しばしば2以上の道路が交差する場所に位置し、中心の「島」を道路が周回するロータリー状の交差点となっている場合が多い。中心の「島」部分は、オベリスクや緑地等に利用されている場合もあり、エトワール凱旋門があるシャルル・ド・ゴール広場は世界的に有名である。18区の広場や交差点には、次のようなものがある。
- アルベール＝カーン広場（Place Albert-Kahn）
- エベール広場（Place Hébert）
- クリシー広場（Place de Clichy）
  - 8区、9区、17区、18区の境界に位置している。
- シャトー・ルージュ広場（Place du Château Rouge）
- ダリダ広場（Place Dalida）
- テルトル広場（Place du Tertre）
  - モンマルトルの丘にある観光客相手に似顔絵を描く画家らが集う広場。
- ピガール広場（Place Pigalle）
  - 9区と18区の境界に位置している。
- ブランシュ広場（Place Blanche）
  - 9区と18区の境界に位置している。広場の北側にムーラン・ルージュがある。

## 著名な出身者

### 政治
- ギィ・モケ（ドイツ占領期のレジスタンス一員） - 18区で生まれ、17区バロン通り (Rue Baron) 34番地で生まれ育つ。17歳の時にシャトーブリアン収容所で処刑された。

### 文化
- モーリス・ユトリロ（画家） - ポトー通り (Rue du Poteau) 8番地生まれ。母シュザンヌ・ヴァラドンもモンマルトルの画家。

### 芸能
- アベル・ガンス（映画監督、俳優） - パリ8区リセ・シャプタルに通った。晩年、居住し亡くなった地は16区。
- ジャン・ルノワール（映画監督、俳優） - 下記の父ピエール＝オーギュスト・ルノワールの子として、モンマルトルのジラルドン通り (Rue Girardon) 6-13番地界隈で生まれ育ち、米ビバリーヒルズで死去。
- シュザンヌ・ガブリエロ（フランス語版）（歌手、女優）
- ファブリス・ルキーニ（俳優） - 生まれはパリ9区、育ちは18区。
- エルザ・ランギーニ（歌手、女優）

### スポーツ
- ローラン・フィニョン（自転車レーサー）

## 著名な居住者

ムーラン・ド・ラ・ギャレットの舞踏会 (ルノワール作, 1876年)

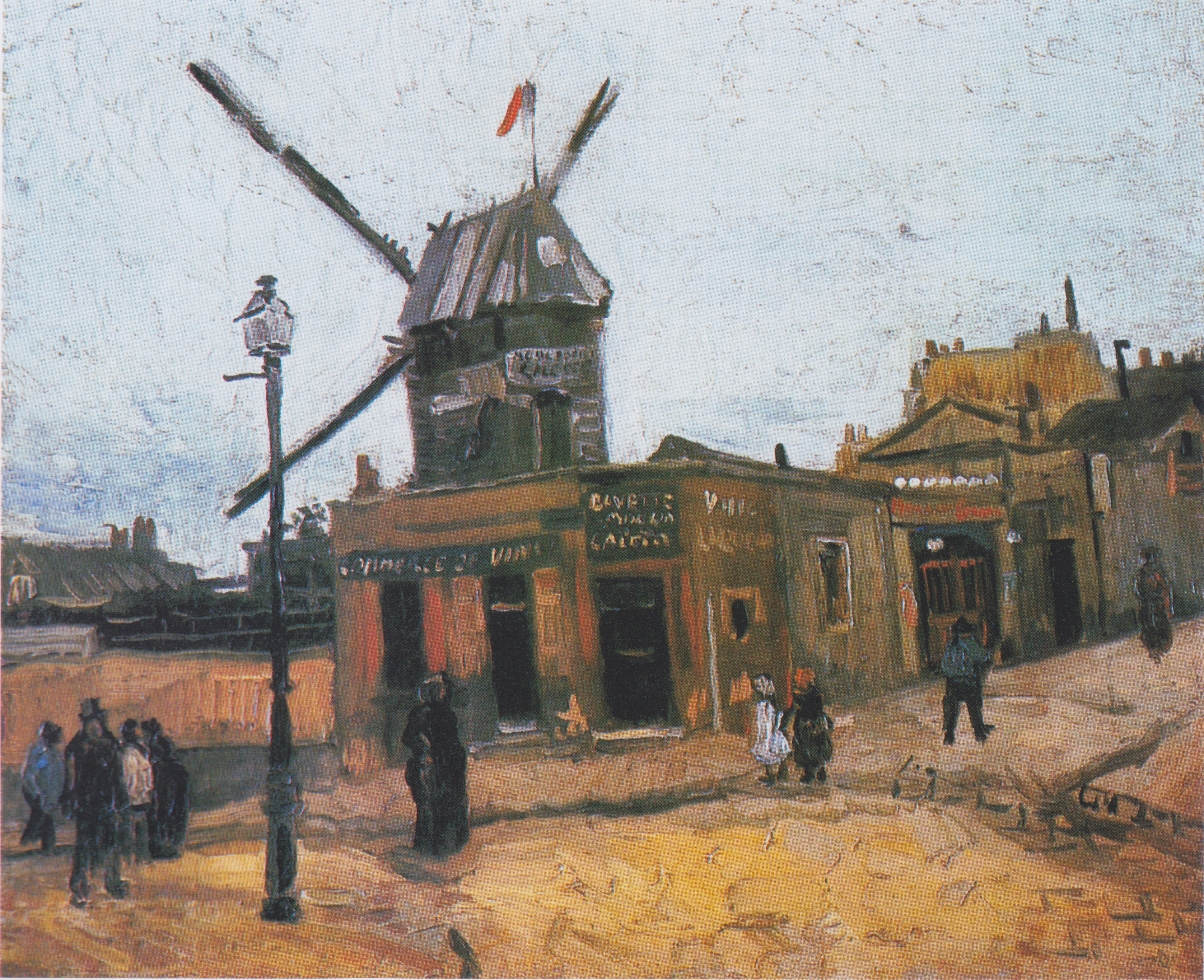
ル・ムーラン・ド・ラ・ギャレット (ゴッホ作, 1886年秋)

### 政治
- ニコラ・サルコジ（元大統領） - オルドネー通り (Rue Ordener) 100番地で少年時代を過ごした。

### 文化
- ピエール＝オーギュスト・ルノワール（画家、印象派）
  - 6区内では、ヴィスコンティ通り (Rue Visconti)、ノートルダム＝デ＝シャン通り (Rue Notre-Dame-des-Champs) にアトリエ兼居住。1868年以降、17区ラ・コンダミンヌ通り (Rue La  Condamine) 9番地に移り、友人フレデリック・バジール、エドゥアール・マネらと共に"バティニョール派 (印象派)"と呼ばれた。1873年以降は、9区サン＝ジョルジュ通り (Rue Saint-Georges) に。1875年から1877年まで、18区コルトー通り12番地 (Rue Cortot, 1960年にモンマルトル美術館設立) に居住。1889-1897年の間はジラルドン通り (Rue Girardon) 13番地にあるブルイヤールの道 (Allée des Brouillards) に家族で居住し94年には上記の子ジャンも生まれた。
- フェルナン・コルモン（画家） - 1882年、10 Rue Constance に"l’Atelier Cormon" を開き、1888年、104 boulevard de Clichy に移転した。
- マルセル・デュシャン（画家、美術家） - 71 Rue Caulaincourtに居住
- ジャック・プレヴェール（民衆詩人、脚本家） - Cité Véronに居住
- ベルナール・ダミアノ（フランス語版）（画家） - Rue Saint-Vincentに居住
- ルイ・ヴァルタ（フランス語版）（画家） - Place Constantin-Pecqueurに居住
- アベル・ベルトラム（フランス語版）（画家） - Rue Caulaincourt、Rue Seveste等に居住
- エクトル・ベルリオーズ（作曲家） - Rue du Mont-Cenis22番地に居住
- エリック・サティ（作曲家） - 1890年からコルト通り(Rue Cortot) 6番地に居住。女流画家シュザンヌ・ヴァラドンと近しくなり、ヴァラドンも近隣に越して居住した。
- ポール・ソルド（フランス語版、英語版）（画家、ガッシュなど） - 20世紀初頭の芸術家グループ「アパッシュ」(en) メンバー。パリ9区生まれ。18区デュロン通り（39 Rue Dulong）にアトリエがあり[8]、毎土曜にメンバーが集っていた。

ルピック通り界隈居住者
- ジョルジュ・ブラック（画家、パブロ・ピカソと共にキュビズム創始者） - トロワ＝フレール通り (Rue des Trois-Frères) やルピック通り界隈に居住
- ジュール・パスキン（画家） - 1907-1909年の間、愛人 Hermine David と1番地に居住
- ミシェル・ボーヌ（フランス語版）（俳優） - 57番地で死去
- シャルル＝リュシアン・レアンドル （イラストレーター、カリカチュアリスト） - 59番地に居住
- ジャン＝ルイ・フォラン（画家、イラストレーター） - 64番地に居住
- ポール・フォール（フランス語版）（詩人） - 1900年頃に68番地に居住
- フェリックス・ジアン（ヴェネツィアの風景などを得意とした画家） - 72番地で死去
- ヴィクトル・ブローネル（シュールレアリスムの画家） - 72番地にアトリエがあった
- イヴ・ボヌフォワ（詩人、美術評論家） - 72番地に居住
- アドルフ・レオン・ウィレット（フランス語版）（画家、イラストレーター、カリカチュアリスト） - 1882年以降、 87番地に居住
- ジョルジュ クールトリーヌ（フランス語版）（画家、脚本家） - 89番地に居住
- フィンセント・ファン・ゴッホ（画家） - 弟テオと54番地に居住。また、ゴッホがペイントした96番地の建物で画家ウジェーヌ・ポール（フランス語版）が生まれた。
- ルイ＝フェルディナン・セリーヌ（作家、医者、実存主義・リアリズム） - 2区パサージュ・ショワズール育ち。1929年に98番地に、1941-1944年にルピック通り周辺界隈ジラルドン通り (Rue Girardon) 4番地に、妻Lucetteと居住

### 芸能
- フランシス・レイ（作曲家） - 16歳でニースから上京し、テルトル広場界隈にいた。
- アラン・ドロン（俳優） - デビュー前、モンマルトル界隈でブラブラ職を転々としていた。
- アラン・バシュン（フランス語版）（シンガーソングライター）
- ダリダ（歌手） - 1954年、8区ポンチュ通り (fr) に居住。1962年から亡くなる1987年まで居住した地は18区ルピック通り周辺界隈オルシャン通り (Rue d'Orchampt) 11番地bis。現在、同地はダリダ博物館になっている、
- ドク・ジネコ（フランス語版）（ラッパー、作曲家） - セーヌ＝サン＝ドニ県に生まれて、Porte de la Chapelleに若年期に居住。
- フリント（フランス語版）（ラッパー、作曲家）

### その他
- ジャンヌ・ボエック（フランス語版）（女性レジスタンス） - Avenue Junotに居住
- ルイーズ・ミシェル（無政府主義者、女性活動家） - Rue Houdonに居住し、そこで学校を開いた。
- ジャック・メスリーヌ（"フランスの反逆者"、"民衆の敵 No.1"） - 18区内ベリヤール通り (Rue Belliard) 35-37番地に身を隠したり、最期はPorte de Clignancourtで蜂の巣で射殺された。

## ゆかりの人物

### 王侯貴族
- ルイーズ・マリー・ド・ブルボン＝パンティエーヴル（"フィリップ・エガリテ"妃、7月王政国王ルイ・フィリップの母） - サクレ・クール寺院界隈にあったモンマルトル女子修道院 (fr) で幼少から教育を受けた。

### 政治
- ジョルジュ・クレマンソー（元首相） - かつて18区長を務めていた。

## 18区を舞台にした作品

### 絵画
- ルノワール 『ムーラン・ド・ラ・ギャレットの舞踏会』 - Bal du moulin de la Galette, Montmartre （1876年）

### 映画
- ジャン・ルノワール監督 『フレンチ・カンカン』 - French Cancan （1954年）
- フランソワ・トリュフォー監督 『大人は判ってくれない』 - Les Quatre Cents Coups （1959年）
- ジャン＝ピエール・ジュネ監督 『アメリ』 - Le Fabuleux Destin d'Amélie Poulain （2001年）
- バズ・ラーマン監督 『ムーラン・ルージュ』 - Moulin Rouge! （2001年）